# 日本航空の歴史
本項目では、日本航空の歴史（にほんこうくうのれきし）について説明する。

## 歴史

### 設立

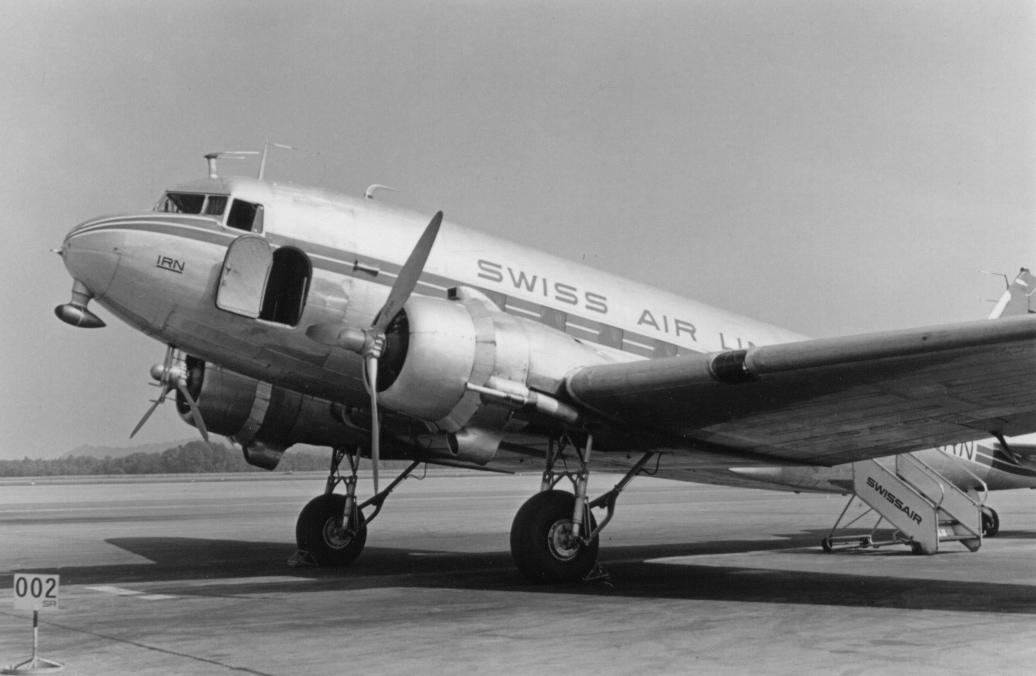
ダグラスDC-3（同型機）

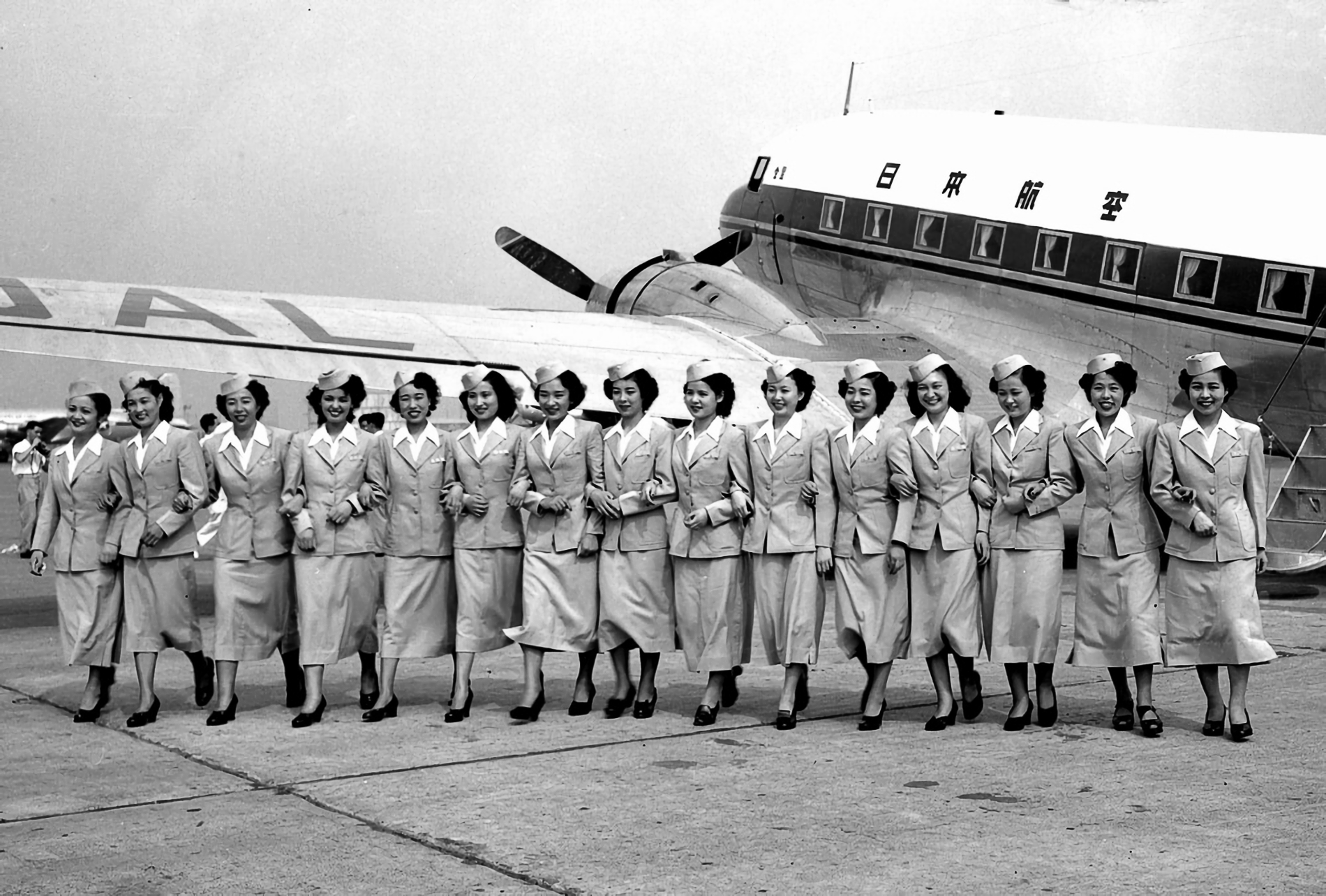
ダグラス DC-3 の前に立つ JAL 客室乗務員 (1951年8月27日)

第二次世界大戦が1945年（昭和20年）9月に日本の降伏で終結した後、日本の占領に当たった連合国軍最高司令官総司令部（GHQ）によって、直ちに官民を問わず全ての日本国籍の航空機の運航が停止された。やがて、1950年（昭和25年）6月にGHQにより日本の航空会社による運航禁止期間が解除されることとなり、1951年（昭和26年）1月に日本航空創立準備事務所が開設された。
同時期に他にも4社が国内航空運送事業免許の申請の意向を見せたために、行政指導により最終的に日本航空に一本化され、1951年（昭和26年）3月に国内航空運送事業の免許を申請。その2か月後に営業免許を取得したことを受けて、1951年（昭和26年）8月に「日本航空株式会社」として設立された。
日本政府主導による半官半民の体制で、設立当初の本社は現在の銀座日航ホテルがある場所に置かれた。当初はわずか39名であった社員はその後徐々に増えていくが、大半は復員軍人や学徒出陣兵であった。さらに英語が堪能な日系人を数人採用した。
その後、定期運航開始に向けて、まず1951年（昭和26年）8月27日から29日にかけてフィリピン航空からチャーターしたダグラス DC-3型機（機体記号PI-C7、「金星」号と愛称が付けられた）で、運航関係者や報道関係者を対象にした試験招待飛行を実施した他、1951年9月には羽田空港や大阪、福岡、札幌などの当初の就航予定地に支所や出張所を開設した。

### 定期旅客運航開始

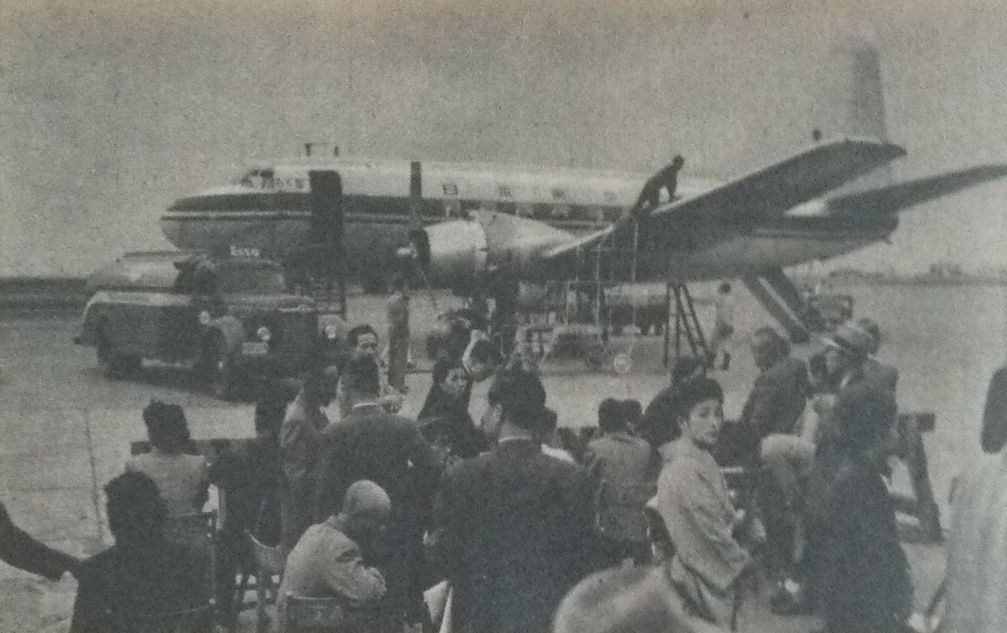
1951年10月25日の「もく星号」

1951年10月25日には、戦後初の国内民間航空定期便としてアメリカのノースウエスト航空から乗員とともにリースしたマーチン2-0-2型機「もく星号」で羽田空港－伊丹空港－板付空港間の定期旅客運航を開始した。その後1951年11月1日より正規ダイヤの運航に移り、羽田空港－千歳空港間の運航も開始するとともに、より大型のダグラス DC-4B型機もノースウエスト航空からリースした。

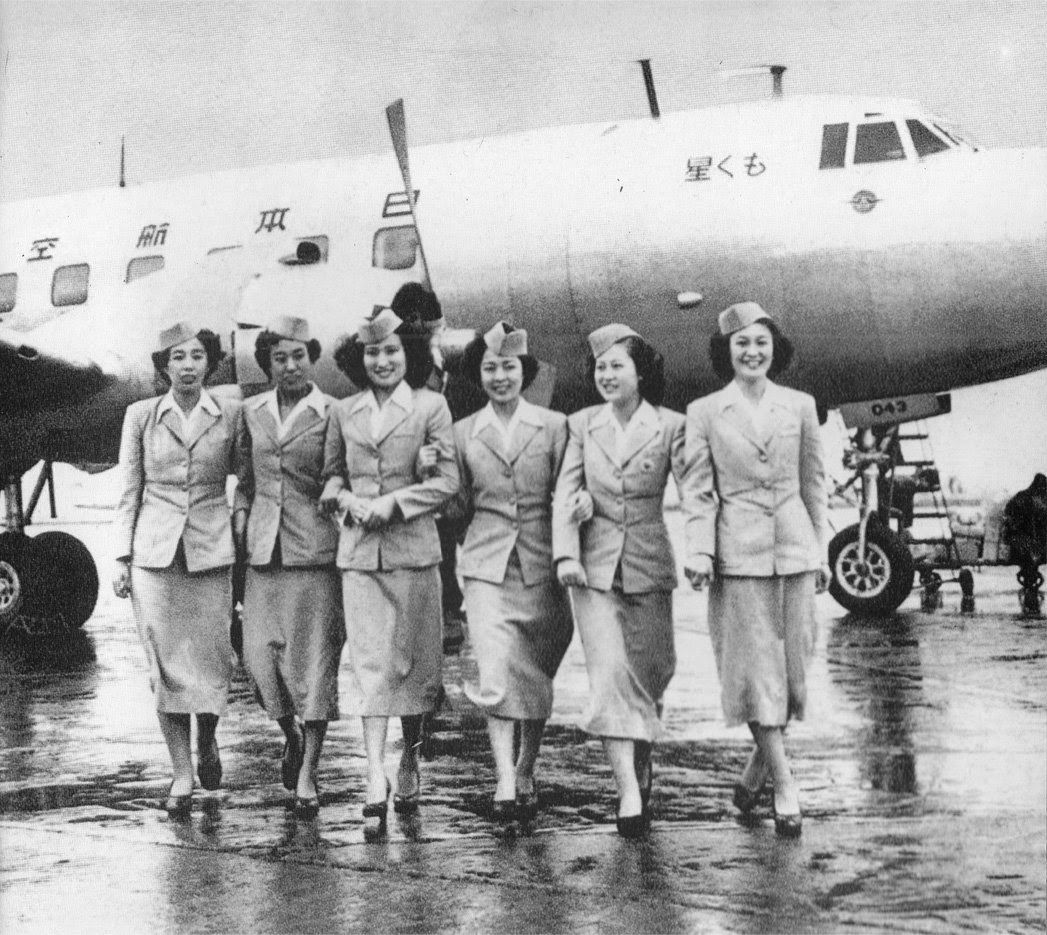
マーチン2-0-2「もく星号」と客室乗務員

当初は国内線の運航のみで、しかも当時日本に乗り入れていた旧連合国陣営の外国航空会社5社による共同設立会社であるJDAC（Japan Domestic Airline Company）との運航委託を条件とした営業免許だったこともあり、JDACの1社であるノースウエスト航空の機材と運航乗務員による委託運航という体制だった。しかし翌1952年4月に、ノースウエスト航空の乗務員が運航していた「もく星号」が伊豆大島で墜落事故を起こしたこともあり、1952年10月にノースウエスト航空との運航委託契約が切れるのを待って、新たに購入したダグラスDC-4B型機「高千穂号」によって自主運航を開始した。
また、これに先立つ1952年6月には、国内ローカル線用にイギリス製の近距離向けプロペラ機のデ・ハビランド製DH.114 ヘロン型機を発注した他、1952年7月には、本格的な国際線運航に向けて、イギリス製の最新鋭ジェット旅客機であるDH.106 コメット型機の最新型であるコメットIIを2機発注した。さらに1952年9月にはダグラスDC-4B型機に代わる国際線主力機として、DC-4Bを大型化しエンジンも改良、更に客室を与圧化し快適性を増したダグラスDC-6B型機も相次いで発注した。
しかしDH.114 ヘロンは翌1953年8月に公布、施行された日本航空株式会社法（昭和28年法律第154号）の規定により、日本航空の運航路線が国際線および国内の幹線のみに限定されることとなったため、自社で運航乗務員の訓練用に使用した後、1954年2月から8月にかけて日本ヘリコプター（現在の全日空）に賃貸し、その後同社に売却することになった。また、先に発注したコメットIIも、その後設計ミスにより空中分解する連続事故を起こし運航が停止となったため、その後多くの航空会社と同様に発注をキャンセルした。
なお、「日本航空株式会社法」の公布に基づき、1953年10月1日には特殊会社である新しい「日本航空株式会社」が誕生し、それまでの日本航空株式会社は同日付で新会社に一切の権利義務を承継して解散した。現在の日本航空株式会社はこのときの新会社である日本航空株式会社の法人格を引き継いでいるため、同日が設立年月日となっている。

### 国際線運航開始

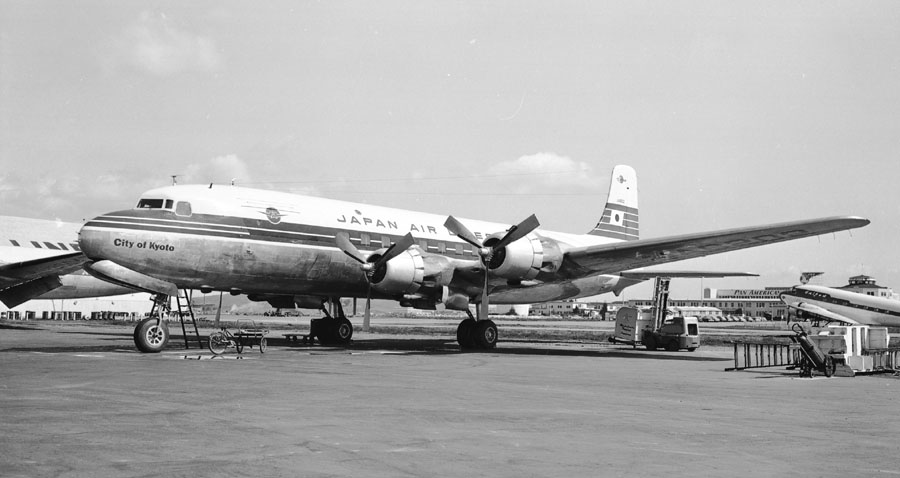
ダグラスDC-6型機

1954年2月2日には同社初で、第二次世界大戦後の日本の航空会社としても初の国際線となる東京（羽田） - ホノルル - サンフランシスコ線の運航を開始した。さらに同年2月5日には当時アメリカをはじめとする連合国軍の占領下にあり、「国際線」扱いであった沖縄線（羽田空港 - 那覇空港間）の運航を開始した。
運航開始当初は、新鋭機を揃えしかも長年の実績があり信頼性の高いパンアメリカン航空やノースウェスト航空、英国海外航空といった欧米のエアラインとの競争に苦戦した。機数が少なく、よく出発到着が遅れたため「Just Always Late（いつも遅れる）」「日航は欠航」などと揶揄された。戦後直ぐということもあり「神風パイロットが操縦するのか」と罵倒されるなど、ほとんど乗客数一桁、二桁だと大喜びという有様だった。社員は必死のイメージ回復戦略を行う。さらに1954年2月にはIATAの決定によりこれまでのファーストクラスに合わせてエコノミークラスの設置が許可された上に、ニューヨーク、サンフランシスコ、ホノルルやロサンゼルスなどアメリカの主要都市に相次いで営業所を開設して、その後1955年度には国際線、国内線とも黒字に転じた。また、新たな国際線機材として当時の最新鋭機種であったダグラス DC-7C型機を導入した他、整備やグランドハンドリングの子会社を設立するなど自社整備体制となった。
なお、この頃より、皇族や首相、閣僚の海外公式訪問や国内移動の際に日本航空の特別機が頻繁に使用されることになり、1954年8月には、北海道で開かれた国民体育大会開会式から帰京する昭和天皇と香淳皇后のために、初の皇族向け特別機が千歳空港-羽田空港間で運航された。これは天皇として史上初の飛行機による移動であった。なお、これ以降も皇族や政府首脳向けの特別機が運航された上、1992年にボーイング747-400型機2機が日本国政府専用機として導入されて以降も度々運航されている。
1955年12月には、先にキャンセルしたデ・ハビランド DH.106 コメットII型機に代わるジェット旅客機として、過去に導入実績のあるダグラス社のDC-8型機4機の導入を正式に決定した。なお、当時日本航空および日本政府の外貨準備高がまだまだ低かったこともあり、その購入資金の4分の3はアメリカ輸出入銀行とダグラス社からの借款によって調達した。
なお、太平洋横断路線における最大のライバルであるパンアメリカン航空が一足早く、1959年9月にボーイング707-120型機を太平洋横断路線（東京-サンフランシスコ線）に投入し所要時間を大幅に短縮した上、1便当たりの旅客数も大幅に増加させたものの、日本航空は翌1960年7月までダグラスDC-8が納入されなかったことから、多くの乗客をパンアメリカン航空に奪われた。

### 1960年代

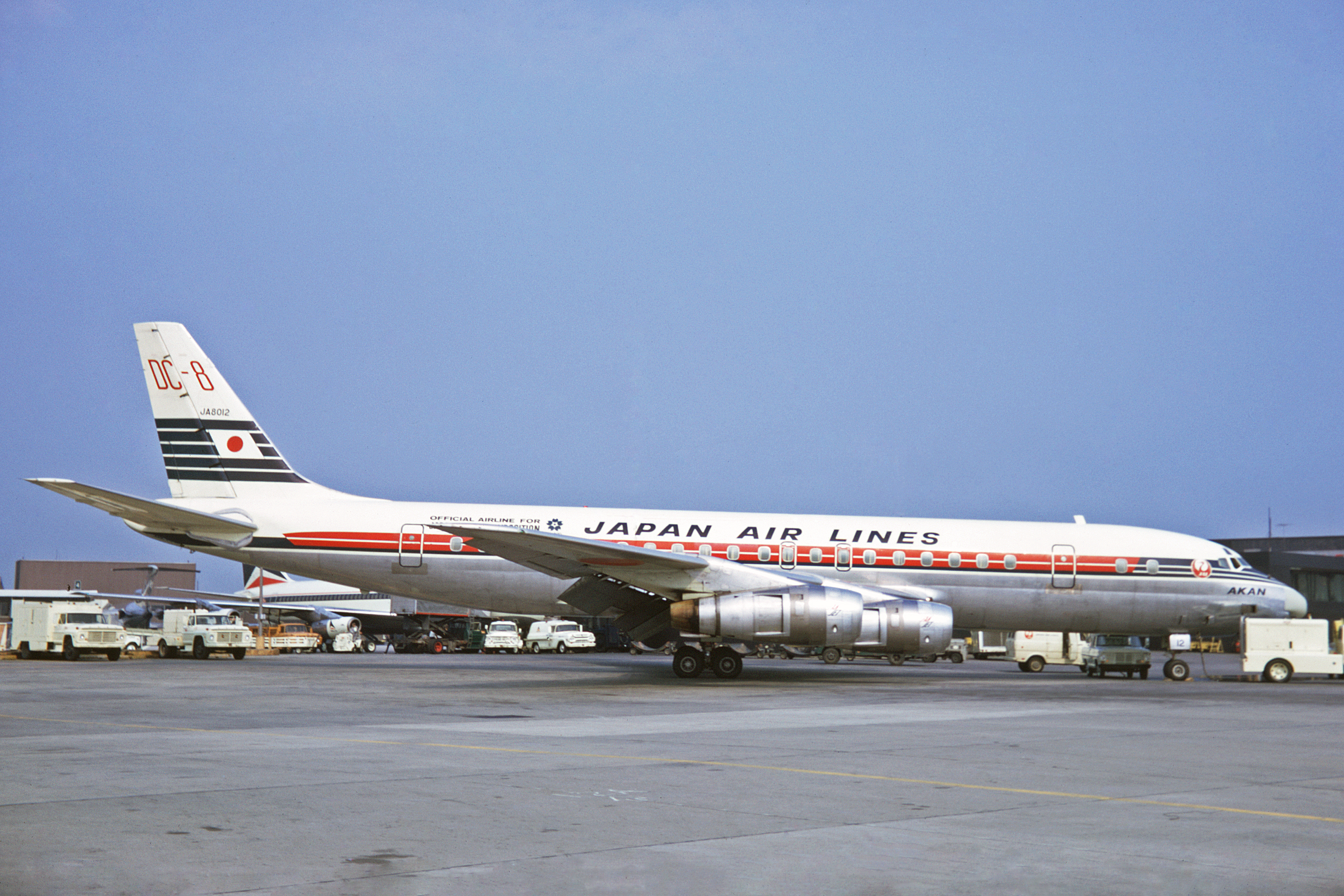
ダグラス DC-8

しかし1960年8月には、ダグラス DC-8-32型機を太平洋路線に投入したことから、急速に太平洋路線の乗客数が増加した。その後もダグラスDC-8シリーズの増強を続け、翌1961年6月には、これまではエールフランス航空との共同運航だった北回りヨーロッパ線の半分の便を自社単独運航として同機で開始して、アンカレジ経由でコペンハーゲン、ロンドンとパリへの乗り入れを開始した（ノルウェーのボードーでのテクニカルランディングを行う場合もあった）。これ以降、アジアやヨーロッパ、アメリカ各地を中心とした国際線と国内幹線を中心に急速に規模を拡大した。また、日本の高度経済成長に伴う国内、国際航空貨物の急増に対応してダグラスDC-7FやダグラスDC-8Fなどの貨物専用機を次々と導入し、その路線網を拡充していった。また、1962年には銀座の旧本社跡に銀座日航ホテルを開業し、ホテル事業に進出した。

同時に、ビジネス旅客の増加や1964年東京オリンピックの開催による海外からの来日客の増加、新幹線の開通や全日空や日本国内航空などによる国内線の競争激化、1964年に予定された海外渡航制限の解除に伴う海外旅行の自由化による旅行客の増加に先駆けて、1961年9月には中距離用ジェット機のコンベア880を受領し東南アジア線と南回りヨーロッパ線に相次いで投入した他、日本で初めての国内線ジェット便として羽田 - 千歳間に投入した。その後1964年1月にはボーイング727を発注し翌年7月に受領し国内線に投入した。

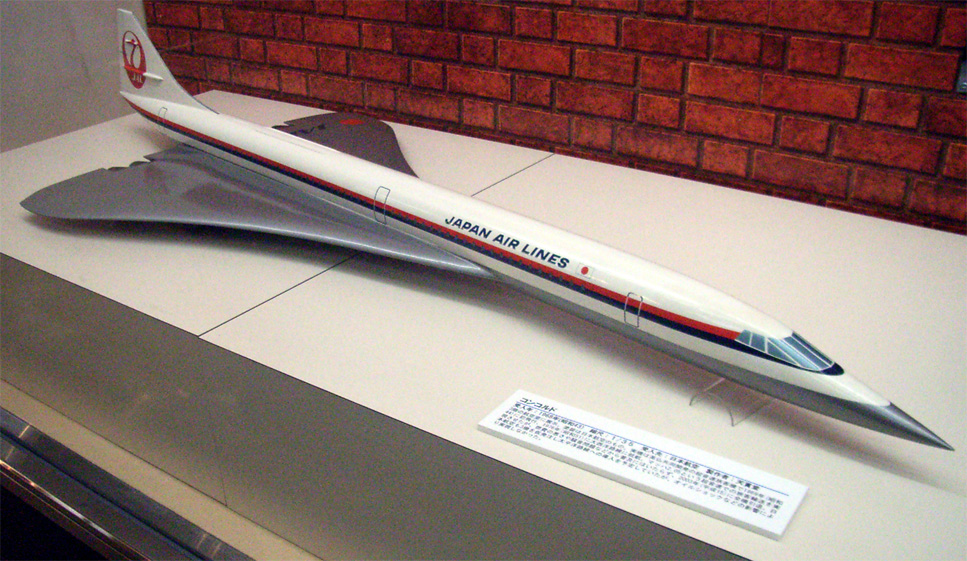
コンコルド型機の完成予想模型

1964年6月には、アメリカ連邦航空局が開発を行っていた超音速旅客機の「US SST」（開発会社はこの時点では未定）を5機仮発注した他、翌1965年にはエールフランス航空やパンアメリカン航空などのライバル各社とともに、先行して開発が進んでいた超音速旅客機のBAC/シュド・アビアシオン コンコルドを3機仮契約した。両機ともに1970年代前半の就航の見込みであったが、開発が大幅に遅れた上に、超音速飛行に伴う衝撃波や離着陸時の騒音などの超音速旅客機特有の公害問題の存在が明らかになったこともあり、その後多くの航空会社と同様に両機の発注をキャンセルした。

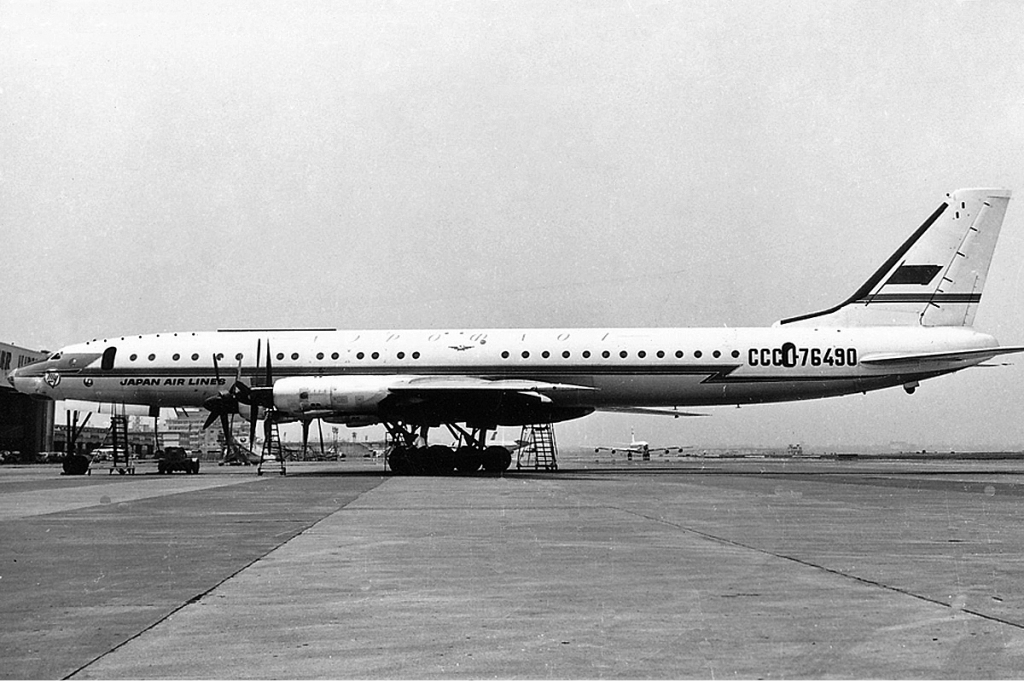
ツポレフTu-114型機

1965年1月には、1964年の海外渡航制限の解除に伴い、日本初の海外パックツアーである「ジャルパック」を発売した。さらに1967年にはアジアの航空会社として初の世界一周路線を実現し、同時に、ニューヨーク - ロンドン間の大西洋横断路線を開設した他、航続距離が増大したダグラスDC-8スーパー62の導入に伴い、東京 - サンフランシスコ間の太平洋無着陸横断路線やシベリア上空経由のヨーロッパ直行便（モスクワ経由。1967年4月の開設当初はアエロフロートとの共同運航で、同社のツポレフTu-114に日本航空の運航乗務員と客室乗務員が同乗した）を開設する。また、当時民間機としては世界最大の座席数を誇ったダグラスDC-8スーパー61を導入し近距離国際線や国内幹線に導入した。
1967年にはアメリカ占領下の沖縄にて、地元資本との合弁により沖縄諸島を結ぶ地域航空会社として南西航空（現在の日本トランスオーシャン航空）を設立し、その後の1972年に実現される沖縄返還後の沖縄諸島の民間航空の発展に備えることになる。1969年には日本国内航空から日本航空機製造YS-11型機1機をウエットリース（乗員込みのリース）し、福岡 - 釜山線に投入し約1年間運航した。
なお、1970年に予定されたボーイング747の導入に合わせて、1968年にはアメリカ、ワシントン州のモーゼスレイクに運航乗員訓練センターを開設した。また、1971年にはカリフォルニア州ナパにも運航乗員訓練センターを開設した。

### 1970年代

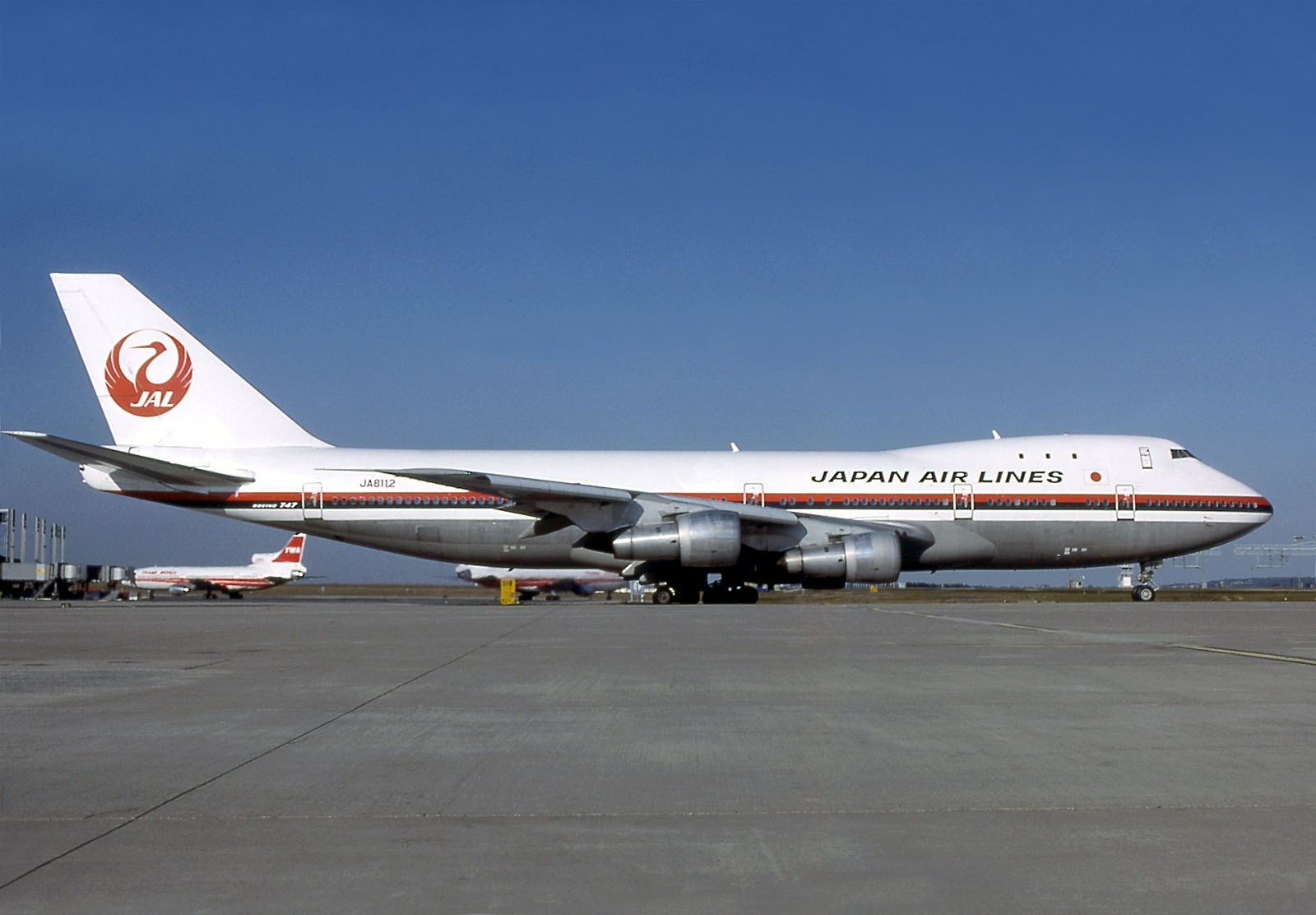
ボーイング747-100

1970年4月22日には大型ジェット機のボーイング747を受領、7月1日にはホノルル線に就航させ、その後アメリカ西海岸線やヨーロッパ線にも導入した。
また、これに先立つ同年3月には、国際線上顧客向けの会員組織であるJALグローバルクラブを発足させた他、1974年10月には、ボーイング747のエコノミークラスの一部を現在のエグゼクティブクラスの先駆けである「タチバナ・エグゼクティブ・キャビン・サービス」を導入するなど、新しいサービスを導入した。同年には系列ホテルの開発と運営を行う日本航空開発が設立され、ジャカルタの「プレジデントホテル」の運営受託や、パリの「ニッコー・ド・パリ」の運営を皮切りに海外におけるホテル運営を開始する。
しかし、1972年の5月15日から11月29日の半年間に、日本航空羽田空港暴走事故、日本航空ニューデリー墜落事故、日本航空金浦空港暴走事故、日本航空ボンベイ空港誤認着陸事故、日本航空シェレメーチエヴォ墜落事故という死亡事故を含む連続事故が発生した。6月14日に発生した日本航空ニューデリー墜落事故により、「安全日航」が誇りとしていた乗客死亡ゼロ170万時間という記録が途絶え、運輸省による立入調査が行われ、規定類の遵守、国際線乗務員の技能の保持、国際線運航乗務員の語学力の向上等の「業務改善命令」が発せられた。しかし、この対応もなす間もないまま、日本航空シェレメーチエヴォ墜落事故が発生し、これを受けて再度立入調査をした運輸省により、連続事故の原因は、主として運航乗務員の責任意識の欠如と管理体制の不備にあり、この事情は急速な事業拡大によるものであるから、不足している安全意識の徹底と、欠けている技術要因の確保、また、事業計画は事業の拡大ではなく安全性の確保を第一に考えること、との異例の「業務改善命令」が日本航空に対し発せられた。これを受け、民間からも日本航空に対する批判が浴びせられることとなった。
また、1970年代前半から中盤にかけて数回に渡り、当時各国で積極的にテロ活動を行っていた日本赤軍などの左翼過激派によるハイジャックの標的になった他、オイルショックによる原油価格高騰による燃料費の高騰と、世界的な不況の影響を受け一時的に経営に打撃を受けた。

また、1970年の閣議了解を受けた1972年7月の運輸大臣通達により、日本航空は国際線と国内幹線を、全日空が国内幹線とローカル線、近距離チャーター線を、東亜国内航空が国内ローカル線を主に運航するよう定められた。この新たな産業保護政策は、「45/47体制」または「航空憲法」と呼ばれ、以後日本航空を含む航空3社はこれに従い経営を進めていくことになる。これによって国内ローカル線への参入は見送られたものの、ボーイング747の日本国内路線専用機材であるボーイング747-SRをローンチカスタマーとして発注し国内幹線に大量導入した他、最大で300席を超える座席数を持つ大型ワイドボディ機のマクドネル・ダグラス DC-10の導入を進めるなど、国内での大量輸送を牽引していった。

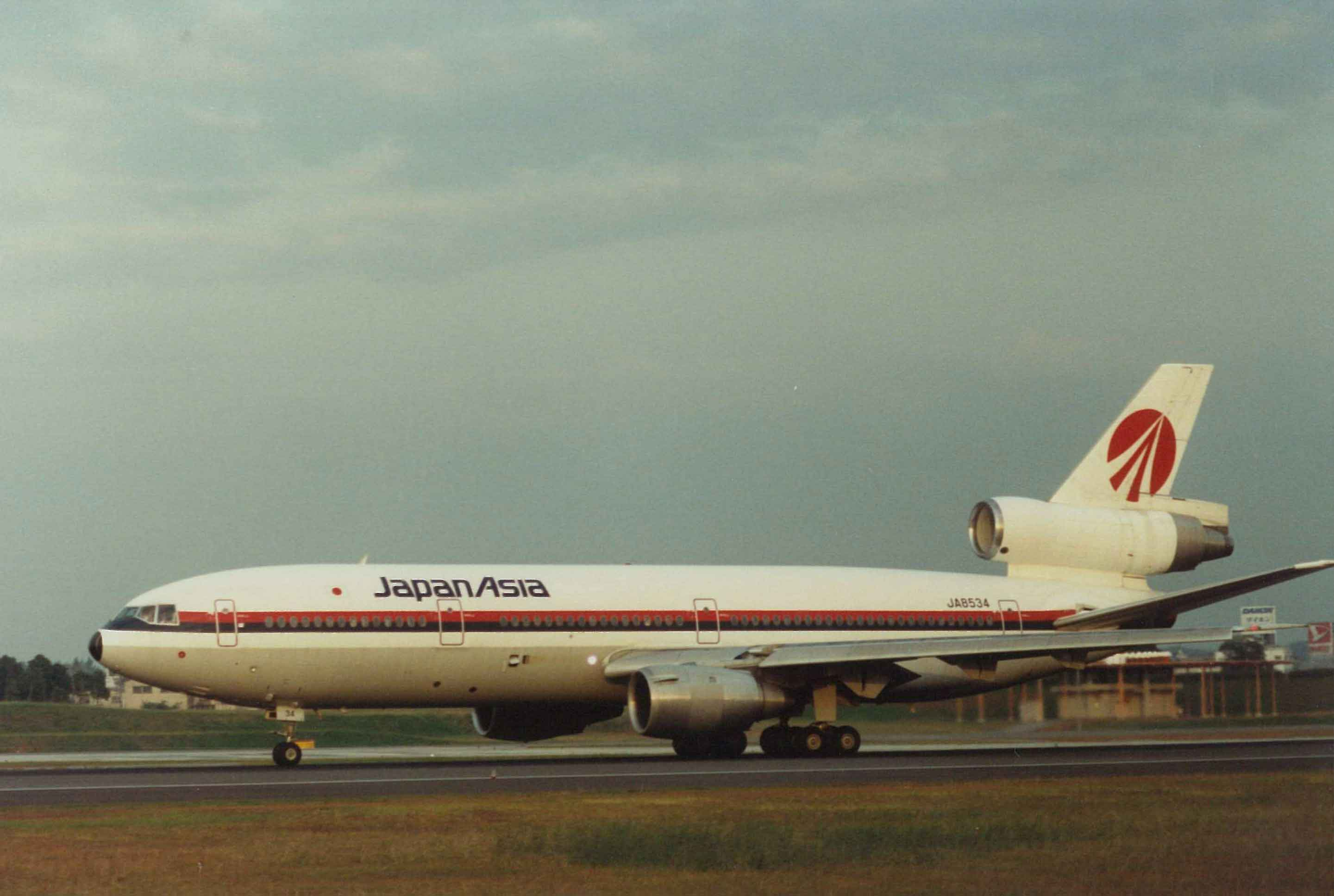
日本アジア航空のマクドネル・ダグラスDC-10型機

なお、1972年9月の日本と中華人民共和国との国交樹立に伴い、「日中航空協定」内に、「中華人民共和国に乗り入れする航空会社は中華民国に乗り入れてはならない」旨の条文を中華人民共和国政府が入れ込んだことにより中華民国政府が日本との航空路線を断絶させたのを受けて1974年4月に廃止された中華民国路線を運航するために、1975年8月に別会社の日本アジア航空が設立され、同年9月より同社に移管されたダグラスDC-8-53により運航が開始された。数機のダグラスDC-8が追って移管され、以後2008年4月まで35年以上の長きに渡り、日本航空グループの中華民国への路線は日本アジア航空が運航することになる。なおこれ以降日本航空グループは、中華民国を正式国名で呼ぶことをせず「台湾」と呼んでいる。
1978年5月には新東京国際空港（現在の名称は成田国際空港）が開港し、この新空港の第一号機として日本航空（JALカーゴ）のダグラスDC-8−55F貨物機が着陸する。これ以降、これまで羽田空港に発着していた全ての日本航空と日本アジア航空の国際線が新空港に移り、併せて日本航空の新たなハブ空港として機能させるべく、各種整備設備や国際線オペレイションセンター、貨物施設なども設けられた他、同月には空港周辺にホテル日航成田が開業した。

### 1980年代
1980年代に入り、好調な日本経済の状況により円高が進んだことや国際線における競争が激化したことに伴い、航空運賃が下がったことなどから日本人の海外渡航が飛躍的に増加した。これに対応してボーイング747の最新型かつ当時において世界最大の旅客機である-300 (SUD)と同-300SRの追加発注を相次いで行い、ボーイング747の世界最大のカスタマーとなった。
1980年9月には、日本の航空会社としては初めてのビジネスクラス「エグゼクティブクラス」の導入を行った他、1983年7月にはボーイング747-200LR「エグゼクティブ・エクスプレス」により、これまではパンアメリカン航空のボーイング747SPしか運航していなかった東京-ニューヨーク間の無着陸直行便の運航を開始した。1985年には同路線に世界初のファーストクラスとビジネスクラスのみの機材を就航させる他、1982年には、貨物運送を専門に行う部門「JALカーゴ」が設立し、貨物専用機の運航を開始した。同年、クレジットカードである「JALカード」をテスト発行し、翌年4月からは全国での発行を行うなど、収益率の高いビジネス旅客の取り込みを進めた。
1984年にIATAが発表した1983年度の「世界の民間航空会社の輸送実績統計」では、旅客と貨物を含めた国際線定期輸送実績で長年ライバル関係にあったパンアメリカン航空などを上回り世界第1位となった。
だが、一方で1982年には機長が故意に墜落させた「日本航空羽田沖墜落事故」が発生した。さらに1985年8月12日には、ボーイング747の修理ミスが原因で、単独機の航空事故としては世界一の犠牲者数を出した「日本航空123便墜落事故」が発生、これによる利用客の減少と補償経費の増加などによって一時的に業績が悪化した。
1985年3月17日、イラン・イラク戦争の際には、48時間の猶予期限以降にイラン上空を飛ぶ航空機は無差別に攻撃するとサダム・フセイン大統領が突如宣言し、イランには215名の在外日本人が取り残されていた。外務省の依頼を受け、日本航空の経営陣は救援機を飛ばす覚悟を固めていたとされるがそもそも外務省の判断が遅れたため、時間的な余裕が殆ど無く組合等が「脱出の安全が保証されなければ飛べない」と強い抵抗を示した為、チャーター機の派遣は実現しなかった。結局、在外日本人の救出はイラクの隣国であるトルコ政府によってトルコ航空（現・ターキッシュ エアラインズ）のチャーター機に搭乗した事により、イラン在住日本人は事なきを得ている。
なお、この年に「45/47体制」が廃止されて国内ローカル線への就航も可能になったことにより、これまで全日本空輸や東亜国内航空に独占されていた国内線路線網も、高収益が見込める羽田空港発の路線を中心に拡大され、同年8月には国内線と近距離国際線用の新型機材であるボーイング767型機などの新規導入や、当時世界最大の客席数を誇り、日本航空のみが運航していた「ボーイング747-300SR」の追加導入を行い、これに対応することになった。
同時に、これまで国内線と国際線チャーター便の運航だけしかできなかった全日本空輸や東亜国内航空などの後発航空会社にも国際線参入への道が開かれたことで、さらに日本発の国際線における価格競争が進むことになる。
なお、1951年の設立から長らく半官半民という経営体系であったが、「45/47体制」廃止後の1985年9月には当時の中曽根康弘首相が進める国営企業や特殊法人の民営化推進政策を受けて完全民営化の方針を打ち出し、その後は準備期間を経て1987年11月に完全民営化された。
民営化後には、上記のホテル事業などに加えて教育事業やIT事業、レストラン事業や出版事業の子会社を次々設立するなど、事業の多角化が進んだ。また、日本経済の更なる国際化やプラザ合意後の円高の進行に伴い海外渡航者数が増加することに対応するとして、1980年代中盤以降に系列会社の日航開発（現・JALホテルズ）により、ニューヨーク（エセックスハウス）やメキシコシティ（ホテル・ニッコー・メキシコ）、バンコクやビバリーヒルズなど世界各地に急速に自社ホテル網が築かれていった他、大阪や福岡、沖縄や北海道など国内にもホテル網を拡大していく。
また、同年12月をもって、長年主力機として運航されていた「ダグラスDC-8型機」（最後まで残ったのはDC-8-61型機）が全機退役した。

### 1990年代
バブル景気がピークに達した1990年には、先に発注した最新鋭機のボーイング747-400型機を導入すると同時に、新塗装と新型ビジネスクラスを導入した。しかしその後、湾岸戦争による海外渡航者の減少と燃料の高騰、同年のバブル景気の崩壊、1980年代以降の日航開発による海外のホテルなどへの無理な投資や、燃料の先物取引の失敗などの経営判断のミス、過激な労働組合活動に後押しされた人件費の高騰などの様々な悪条件が重なり、1992年度決算では538億円という巨額の経常損失を計上し経営不振に陥った。
しかし、国内外のホテルなどの余剰資産の売却や共同運航便やコードシェア便の増加、契約制客室乗務員制度の導入などによる人件費の削減、半官半民時代に国策で運航させられていた中東路線や南回りヨーロッパ線などの不採算路線の廃止、JALウェイズやJALエクスプレスなどの低コスト運航を行う子会社を設立し収益性の低い路線の運航を移管するなどの事業再構築を行った上、1994年にはホノルルや沖縄、オーストラリアなどのリゾート路線向けに「リゾッチャ」などのキャンペーンを導入し個人旅行客の取り込みや、円高による海外渡航者の回復などで1990年代半ばには経営状況が回復する。
1994年9月4日、関西国際空港が開業した。関西空港では、大阪国際空港からホノルル、ソウル、北京、上海(虹橋)、ソウル(金浦)、釜山、バンコク(ドンムアン)への路線を移管するのみならず、新路線も多数設定した。目玉となったのは「関西エクスプレス」と称した新路線として、ロンドン線（週4往復）・パリ線（週3往復）・ロザンゼルス線（週7往復）といった欧米への長距離国際線を開設したことである。また、国際線乗り継ぎ等も見込んで長崎、熊本、松山、羽田、札幌、沖縄、福岡への路線を開設したほか、国際線がなくなって余裕のできた伊丹でも(当時日本エアシステムやANAなど他社線しかなかった)長崎、熊本、大分、宮崎への路線を新設して、利便性の向上を図った。
また、国内外における競争激化に対応して、1995年6月には日本の航空会社として初のウェブサイトを開設し、オンライン予約サービスを開始した他、マクドネル・ダグラスMD-11型機やボーイング777型機などの最新鋭機の導入を行った。また、新型ビジネスクラス「SEASONS」の導入やエコノミークラスへのパーソナルテレビの導入。1980年代より導入していたマイレージプログラムの本格展開や国際線の正規割引運賃の導入など、順調な業績と競争の激化を受けて新規サービスを導入してゆく。
業績が順調に推移していく反面、1998年8月には、暴力団系総会屋関連企業に「観葉植物のリース料」名目で数千万円の利益供与を行っていたとして元役員らが起訴されるなど裏社会との関係が明らかになり、急遽企業行動点検委員会が設置された。しかし同年にも、自社の株主優待券を金券ショップで換金し、総会屋対策の裏金を捻出していたことが東京国税局の税務調査で発覚するなど構造的な腐敗体質が明らかになり、以降は企業コンプライアンスの改善に進めていくことになる。

### 2000年代

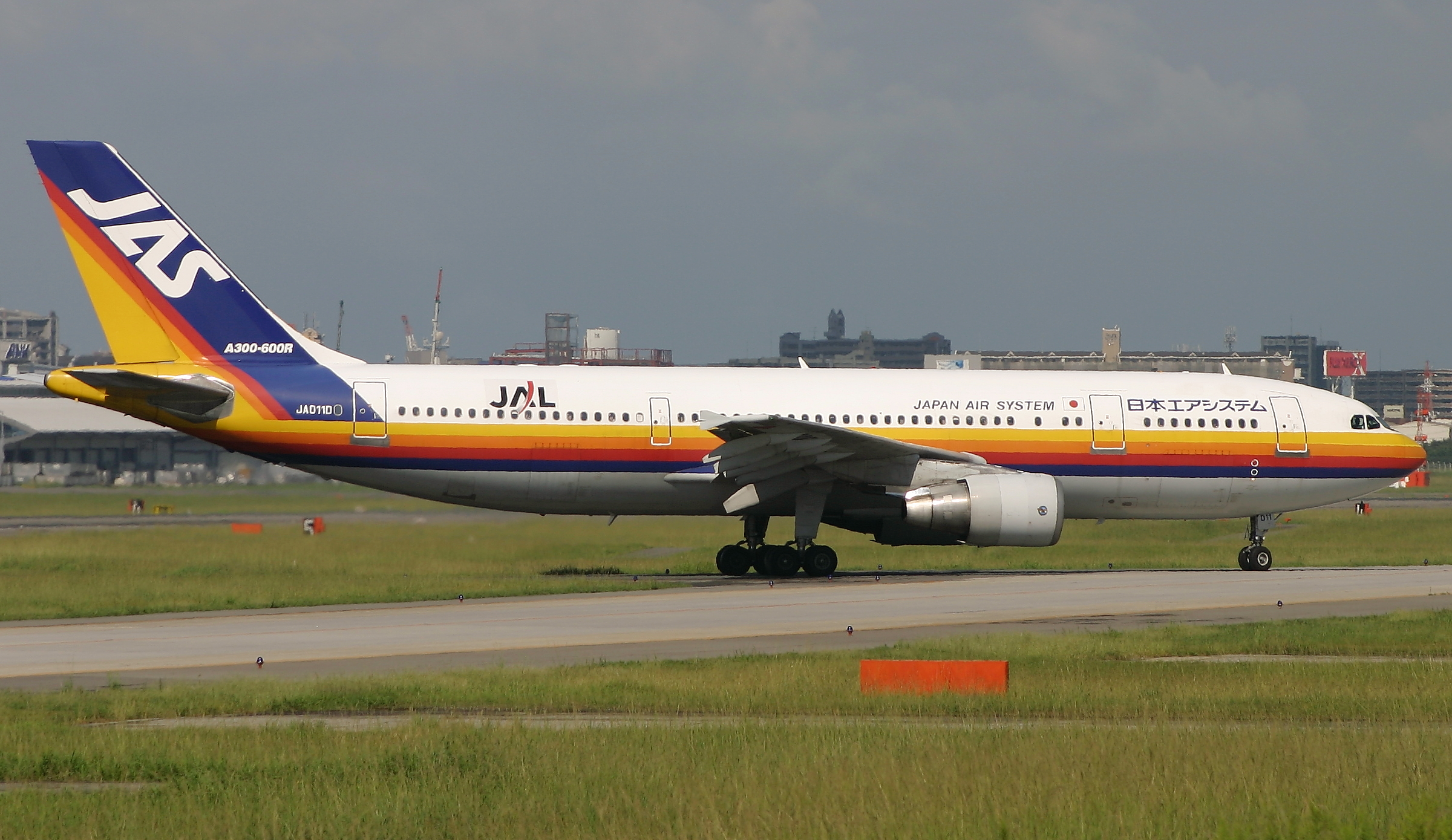
日本航空と日本エアシステムのハイブリッド塗装が施されたエアバスA300-600R型機

その後2000年代に入ってからも業績は順調に推移していたものの、無謀ともいえる国際線の拡充や同業他社に比べ高い給与などの放漫経営により3,000億円を超える有利子負債を抱えていた上に、2001年9月に発生したアメリカ同時多発テロ以降に深刻な経営不振に陥っていた国内線大手の日本エアシステムと、2002年10月に合併を前提とした経営統合を行ってからは大幅に経営体系が変わり、その後以下の形で経営統合と合併が進められた。
- 2002年10月 - 日本航空（現在の日本航空インターナショナル）と日本エアシステムが株式移転し、持株会社を設立（日本航空システム：JALS）。
- 2003年4月 - 日本航空と日本エアシステムの双方ともが運行していた路線を、幹線を除いてどちらか一方のみの運行とした。
- 2004年4月 - 6月 - 日本航空便と日本エアシステム便を、日本航空便に統合。および、これを反映した商号変更（日本航空→日本航空インターナショナル、日本エアシステム→日本航空ジャパン、日本航空システム→日本航空）。
- 2006年10月 - 日本航空インターナショナル（旧・日本航空）による日本航空ジャパン（旧・日本エアシステム）の合併。

その後は持株会社である株式会社日本航空の傘下として、日本航空グループの中核をなす航空会社という立場になった。なお、経営統合初期の計画では、貨物事業（国際・国内とも）を「日本航空カーゴ」として分社化する予定だったが、航空協定上問題があることが判明したため、日本航空インターナショナルの事業とした。
当初は、日本エアシステムとの経営統合とそれに続く同社の吸収合併によって、国内線網の強化や余剰資産の売却などの合併効果による収益構造の強化、安定が見込まれ、この年には「エアー・トランスポート・ワールド（ATW）」誌上で「エアライン・オブ・ザ・イヤー」に、日本の航空会社として初めて選ばれた1980年に次いで選ばれた。
しかし、合併以降の元日本航空と元日本エアシステムの社員の間の対立によるサービス上の混乱や、航空機の整備不良、反会社側組合による社内事情の意図的なリークなど、相次ぐ不祥事に伴う客離れを起こした上に、吸収合併した日本エアシステムの高コスト、低効率体制を経営統合後もそのまま維持し続けたことや、2003年2月に発生したイラク戦争以降のジェット燃料の高騰、重症急性呼吸器症候群渦などのマイナス要因が重なり、急速に業績の悪化を招いた。
このため、「聖域なきコスト削減を行う」との合言葉の元に、日本エアシステムとの経営統合を急速に進めた他、同社の吸収合併に伴う余剰人員や機材の削減、不採算路線の統廃合、乱立する労働組合対策、総合職や客室乗務員の給与削減、コスト効率の高い子会社への業務移転などのリストラを進めると同時に、国内線と国際線の双方において新しい機内サービスの導入を進めた。
また、2007年4月1日には、かねてから加盟の噂が出ていた航空アライアンスの「ワンワールド」への加盟を行った。これらの施策によって、2007年の第3四半期には国際線旅客数が好調に推移し経常利益が2倍を超えた他、2008年第2四半期には黒字化するなど業績が順調に推移した。

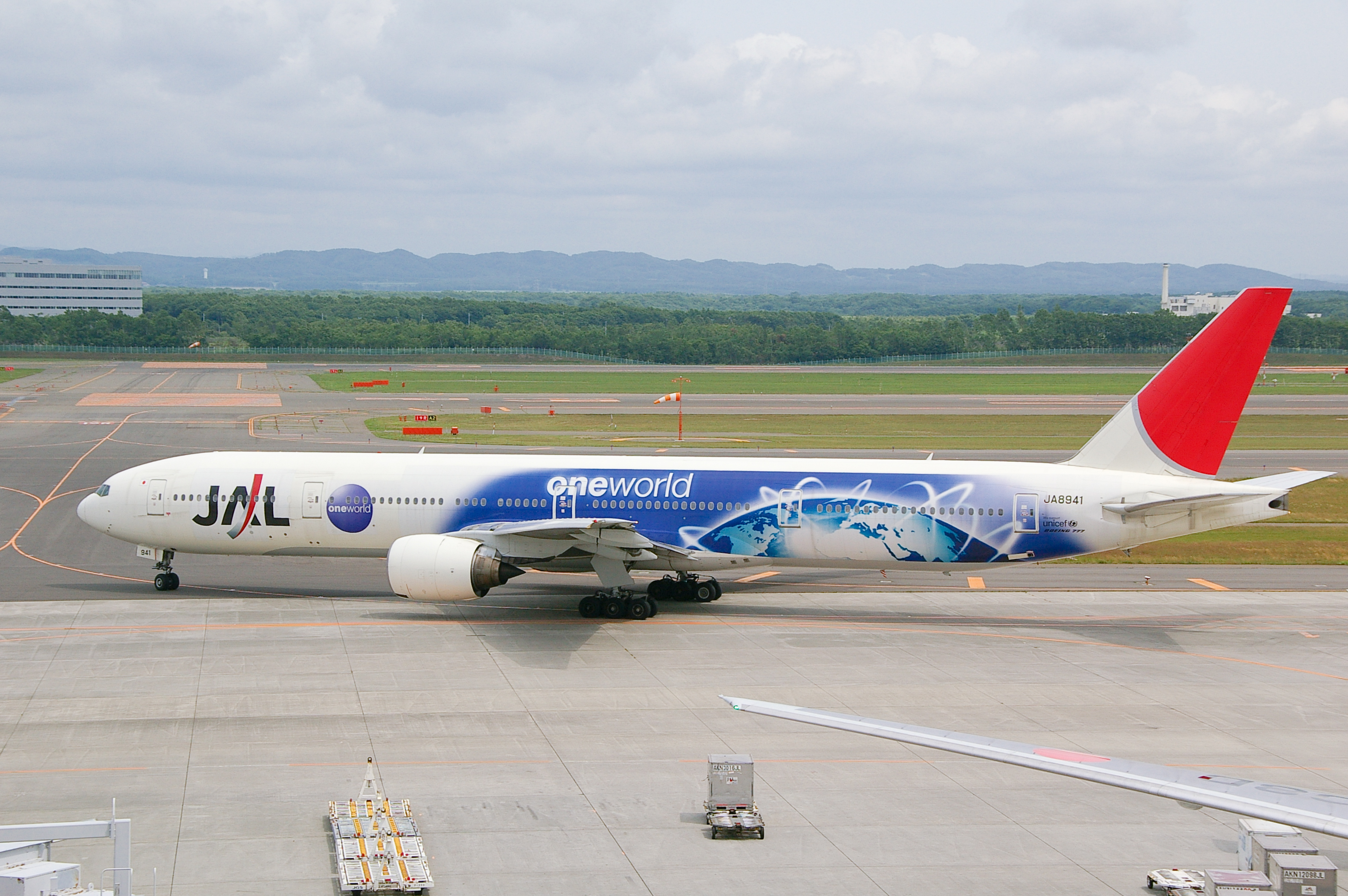
「ワンワールド・デザイン」のボーイング777-300

だが、総合職や客室乗務員の給与削減こそ行ったものの、パイロットや、元日本エアシステムなどの労働組合に属する客室乗務員の「業界一」とも称される高いままの給与削減や待遇の改定が、複数存在する反会社側労働組合によるストライキ実行などの圧力を受けてほとんど行われていない上、退職者に対する企業年金の減額が、退職者からの圧力を受けて全く行われないままになっているなど、「聖域なき」との合言葉とは裏腹の中途半端な経営陣の言動に、多くの株主や社員から非難の声が起きた。
2007年11月に、日本国政府と中華民国政府の双方が、日本 - 中華民国路線の直接運航を認めたことを受けて、日本 - 中華民国路線を運航していた日本航空グループの1社である日本アジア航空による同路線の運航を、2008年3月31日に終了、同社を吸収合併した。

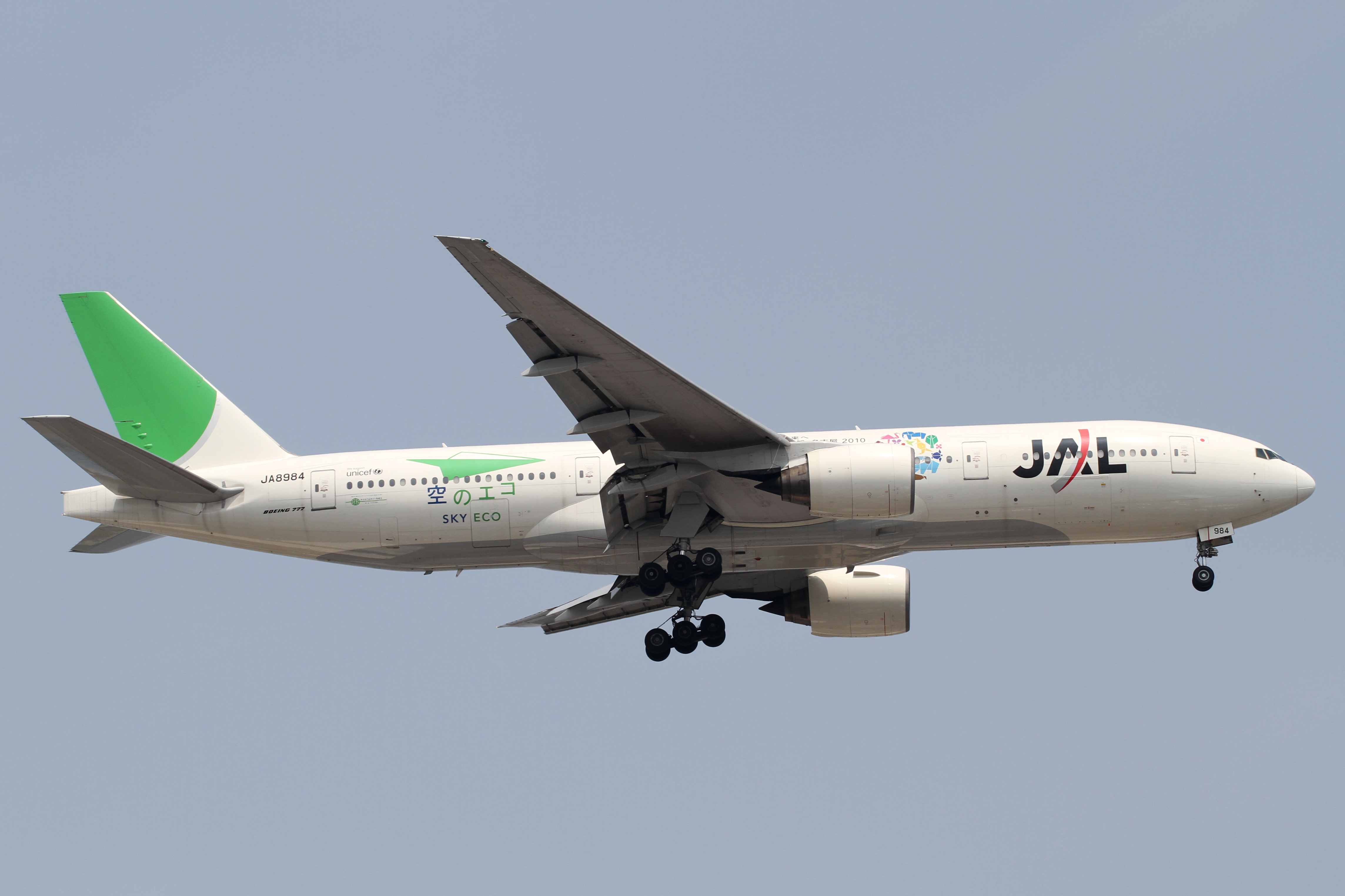
「空のエコ」塗装のボーイング777-200

この頃から地球温暖化防止などの環境対策にも力を入れており、国立環境研究所と共同で二酸化炭素連続測定装置を5機の航空機に取り付け、二酸化炭素濃度のデータを継続的に測定、報告する活動を行っている。また、2010年までに、自社の航空機が排出する二酸化炭素を1990年当時と比べて有効トンキロ輸送量あたりで20%削減することを目標とした。これらの目標を実現すべく「空のエコ」の標語のもとに様々な環境対策を行っている他、その一環として、2009年1月30日にはボーイングとプラット・アンド・ホイットニーと共同で、 環境に配慮した代替燃料開発の促進を目的に、カメリナなどの非食用の3種のバイオ燃料を精製した「バイオジェット燃料」とケロシンを混合した「混合バイオジェット燃料」で、ボーイング747-300型機に4基装着されているプラット・アンド・ホィットニー・JT9Dエンジンのうち1基を運転する試験飛行「JALバイオ・フライト」を行った。
なお、上記のように一時的に経営状況が改善したものの、その後2007年後半より起きた世界金融危機と、原油高、燃油サーチャージの導入、新型インフルエンザの発生、改善しない人的コストなどを受けて、2008年以降は再び経営状況が悪化した。
この様な状況を受けて、2009年に入り行われた日本政策投資銀行の融資に対して、日本国政府による保証が付けられたことに併せて、三菱東京UFJ銀行や三井住友銀行、国際協力銀行などが合わせて1000億円の協調融資を行うなど、日本国政府（自公連立政権）の援助の元で経営再建を進め、日本貨物航空との貨物事業の統合や、不採算路線の統廃合に対する検討を進め、併せて総合職や客室乗務員数の削減、給与待遇の見直し、退職者に対する企業年金の減額などのコスト削減を進めることで、経営再建を行っていた。
具体的には、関西発着のロンドン線、中部発着のパリ・バンコク線の廃止のほか、成田発着や国内線も含めてJALグループ自体が完全に撤退する、地点撤退も相次いだ。
自公政府は2009年8月に「日本航空の経営改善のための有識者会議」を設置した。第45回衆議院議員総選挙で与党となった民社国連立政権の鳩山政権は9月に、これに代えてJAL再生タスクフォースを設置してJALグループの再生に取り組んでいた。しかし、タスクフォースは10月29日に解散、頓挫した。

### 2010年代

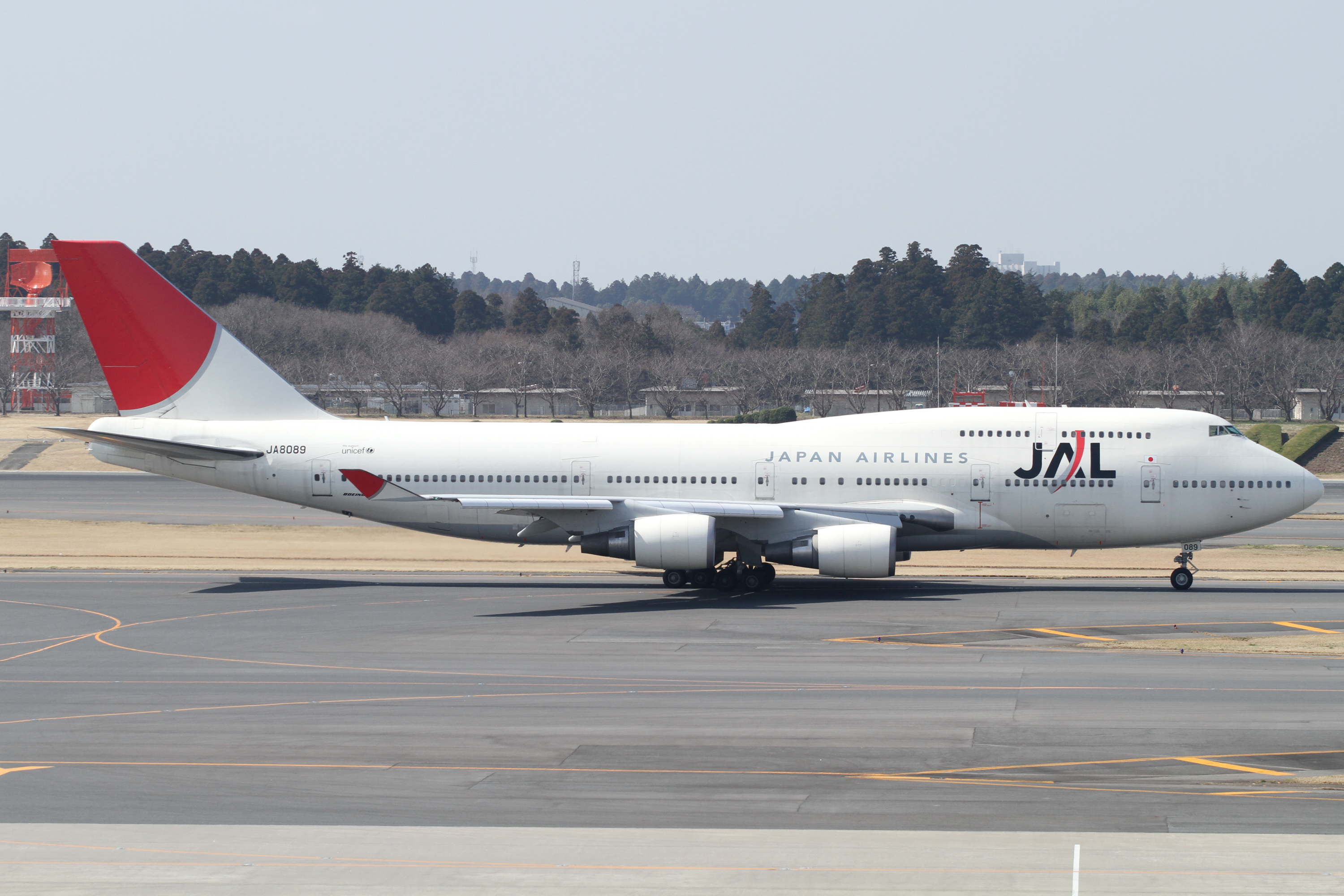
2011年までに全機が退役したボーイング747-400

その後、企業再生支援機構による支援の下での事業再生が計画されていたものの、2010年1月19日、親会社である日本航空、日本航空インターナショナル、ジャルキャピタルの3社は東京地方裁判所に会社更生法の手続を申請、受理されたことを受け、倒産。株式会社企業再生支援機構をスポンサーに、経営再建を図ることとなった。かつては世界最大のボーイング747オペレーターでもあった同社だが、経営再建のために複数の筆頭退役機を決定する必要が出てきたため、747もその1機種となって急ピッチで退役が進んだ。747以外では、エアバスA300やマクドネル・ダグラス MD-80シリーズ等が、同様の理由で退役が進められた。
この様な状況下においても、機内外における各種サービスは高い評価を受け、2008年10月に発表された旅行専門誌「コンデナスト・トラベラー（アメリカ版）」によるサービス格付け「Top 25 Airlines」の国際線部門において、日本を含む北東アジアの航空会社としては最上位の5位にランクされた他、2010年3月にオーストラリアで発表された国際線の満足度調査でも2位にランクされた。
2010年11月9日には、ヨーロッパ連合（EU）の欧州委員会から、航空貨物運賃について国際的カルテルを結んだとして、エールフランス他10社とともに制裁金（11社合計で約7億9900万ユーロ：日本円に換算すると、当時のレートで約896億円）を課せられた。
2013年10月7日、ボーイング777の後継機として、同社として初めての発注となるエアバス機・エアバスA350 XWB型機を確定31機、オプション25機発注を発表。
2017年11月16日、旅客サービスシステムをアマデウス社の「アマデウスアルテア」に移行する。
2018年7月31日、国際線中長距離ローコストキャリアの準備会社としてティー・ビー・エルを設立。。後に「ZIPAIR Tokyo（ジップエア トーキョー）」に改称され、2020年6月に運航開始。以降、成田国際空港から国際線専用で運航路線を拡大している。

## 沿革（日本エアシステムとの合併前）
- 1951年（昭和26年）8月1日 - 第二次世界大戦後初の日本における民間航空会社として日本航空が設立される。
- 1951年（昭和26年）10月25日 - 初の路線となる東京 - 大阪 - 福岡線をマーチン202型機「もく星号」により開設。
- 1952年（昭和27年）10月25日 - ダグラスDC-4B型機により自主運航開始。
- 1953年（昭和28年）8月1日 - 日本航空株式会社法（昭和28年法律第154号）公布。同日施行。
- 1953年（昭和28年）10月1日 - 日本航空株式会社法に基づき、旧会社の権利及び義務を承継した特殊会社「日本航空株式会社」を設立。旧・日本航空株式会社は同日付で解散。
- 1954年（昭和29年）2月2日 - 初の国際線となる東京 - ウェーキ - ホノルル - サンフランシスコ線をダグラスDC-6型機により開設。
- 1960年（昭和35年）6月3日 - 東京 - 香港線の大阪寄港開始。大阪国際空港初の日系航空会社が運行する国際線。
- 1960年（昭和35年）8月12日 - 初のジェット機となるダグラスDC-8-32型機1番機「FUJI」号が東京 - ホノルル - サンフランシスコ線に就航。
- 1961年（昭和36年）9月25日 - コンベア880型機が日本初の国内線ジェット旅客便として東京-札幌線に就航。
- 1962年（昭和37年）4月11日 - 労働組合が時限ストライキを決行し、国内線28便が欠航。日本初の航空ストライキとなる[45]。
- 1964年（昭和39年）4月15日 - 運輸省（当時）による日東航空と富士航空、北日本航空の政策合併により、日本国内航空(JDA)を設立。
- 1965年（昭和40年）1月20日 - 日本初の海外パックツアーであるジャルパック第一弾の発売開始。
- 1967年（昭和42年）3月6日 - 世界一周線西回り線（東京 - 香港 - バンコク - ニューデリー - テヘラン - カイロ - ローマ - フランクフルトまたはパリ - ロンドン - ニューヨーク - サンフランシスコ - ホノルル - 東京）開設。翌日には東回り1番機が出発。岸信介元首相らを招待し、世界一周記念旅行を実施。
- 1968年 （昭和43年）4月1日 - アメリカ、ワシントン州のモーゼスレイクに運航乗員訓練センターを開設。
- 1970年（昭和45年）2月2日 - 株式を東京、大阪、名古屋の各証券取引所第一部に上場。
- 1970年（昭和45年）7月1日 - ボーイング747型機が東京-ホノルル線に就航。
- 1971年（昭和46年）5月15日 - 日本国内航空（JDA）及び東亜航空（TAW）が合併し、東亜国内航空（TDA）となる。
- 1972年（昭和47年）5月15日 - 沖縄返還に伴い、同路線が同日から国際線から国内線に移行[46]。
- 1974年（昭和49年）4月21日 - 日本国政府による中華民国との国交断交処置に対する中華民国当局の日華路線停止措置により、日華路線を休止するとともに、台北FIR内の飛行も中止。
- 1975年（昭和50年）8月8日 - 中華民国路線運航のための子会社である日本アジア航空株式会社（JAA）を設立。
- 1978年（昭和53年）5月21日 - 前日の新東京国際空港（現・成田国際空港）開港を受け、開港後の初便であるロサンゼルス発のダグラスDC-8貨物機が到着。国際線を東京国際空港（羽田空港）から新東京国際空港に完全移管。
- 1981年（昭和56年）4月28日 - 日本航空株式会社法の改正法が公布、施行。
- 1985年（昭和60年）8月12日 - 日本航空123便が群馬県上野村の御巣鷹の尾根に墜落した。単独機としては世界最悪の死者数520名を出した墜落事故。ボーイング747（通称：ジャンボ機）が墜落したため、世界でも大きく報道された。一週間後に機体の登録抹消（日本航空123便墜落事故）。
- 1986年（昭和61年）7月20日 - 45/47体制の廃止を受け、初の国内ローカル線である東京-鹿児島線を開設。
- 1987年（昭和62年）11月18日 - 日本航空株式会社法を廃止する等の法律（昭和62年法律第92号）が施行され、日本航空株式会社法廃止、完全民営化。
- 1988年（昭和63年）4月1日 - 東亜国内航空が日本エアシステム（JAS）に商号変更。
- 1991年（平成3年）1月10日 - ヤマト運輸や日本通運などとともに国内貨物航空会社日本ユニバーサル航空を設立。
- 1992年（平成4年）12月6日 - 新東京国際空港（現成田国際空港）第2ターミナルの供用開始を受け、使用ターミナル及びオペレイションセンターを第一ターミナル北ウイングから第2ターミナルに移管。
- 1993年（平成5年）9月27日 - 東京国際空港（羽田空港）沖合展開に伴う西旅客ターミナルビル（ビッグバード）の供用開始を受け、使用ターミナル及びオペレイションセンターを旧ターミナルビルから西旅客ターミナルビルに移管。
- 1994年（平成6年）9月4日
  - 関西国際空港（関空）開港を受け、開港後の初便である伊丹空港発グアム経由の747-400が到着。
  - 「関西エクスプレス」として、ロンドン、パリ、ロサンゼルスへの長距離国際線を開設。
  - 関西国際空港発の国内線を設定したほか、伊丹発の国内線も新路線を開設。
- 1995年（平成7年）2月14日 - 契約制客室乗務員の自社採用実施を発表。
- 1995年（平成7年）6月1日 - 日本の航空会社として初の自社ウェブサイトを開設。

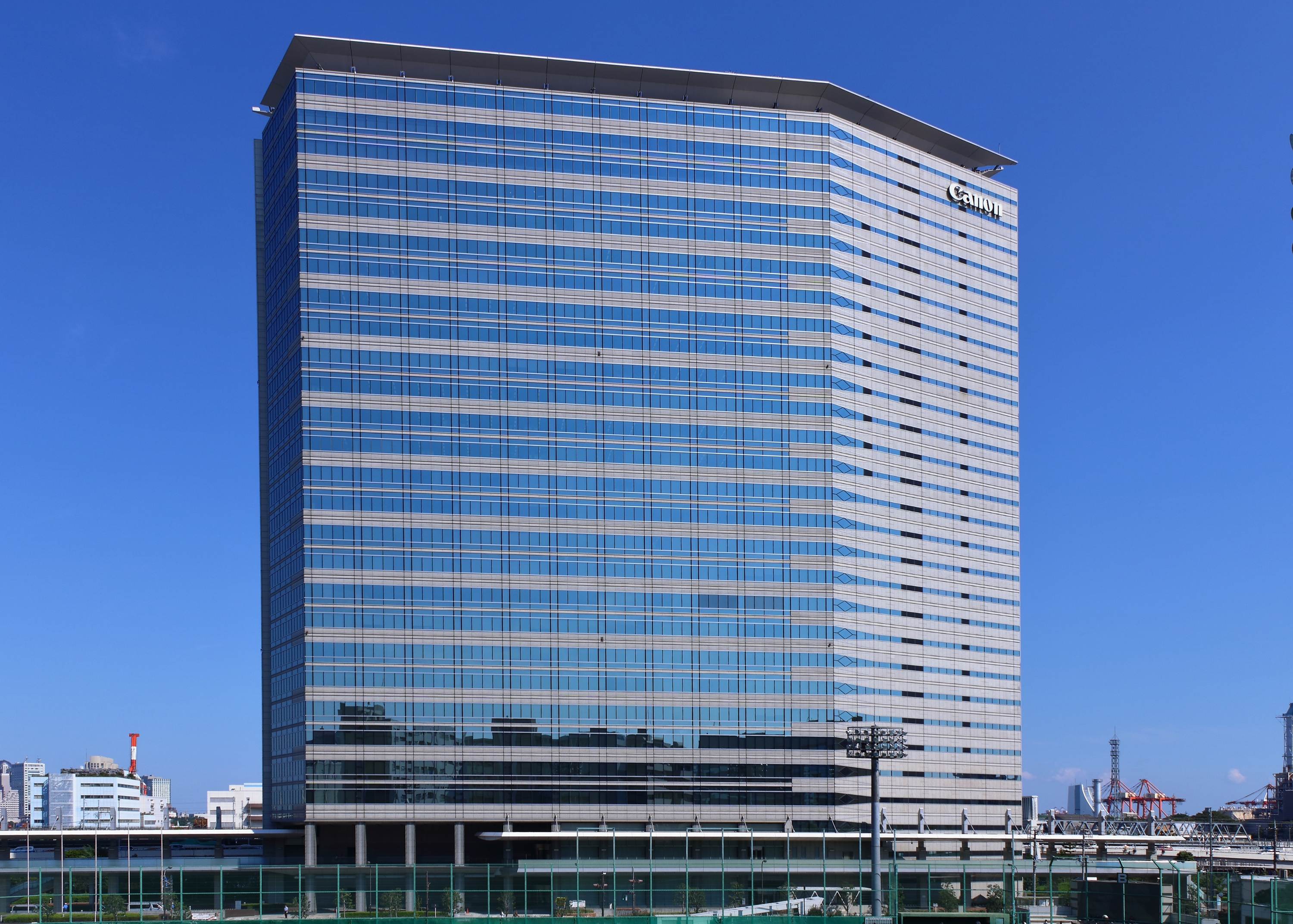
JALビル
現・野村不動産天王洲ビル

- 1996年（平成8年）7月27日 - 本社を東京都品川区天王洲の自社ビル「JALビルディング」に移転。
  - 2010年に野村不動産に売却、「野村不動産天王洲ビル」に改称し、引き続きテナントとして入居。
- 2000年（平成12年）4月1日 - 旅客販売、貨物事業、整備の3部門で社内カンパニー制を導入。
- 2002年（平成14年）7月4日 - 貨物航空連合のWOWに加盟。
- 2002年（平成14年）10月2日 - 日本エアシステム（後の日本航空ジャパン）と経営統合し、同社との株式移転により持株会社株式会社日本航空システム（後の株式会社日本航空）を設立、日本エアシステムと共にその完全子会社となる。

## ロゴマーク

### 初代
1952年登場の2代目塗装から採用された。円形に「JAL」の文字を配し、「J」と「L」がそれぞれ翼を広げたようなデザインとなっていた。後述の「鶴丸」登場前まで、機体前部の搭乗口横に描かれていた。

### 「鶴丸」
| 鶴丸（新バージョン、下記参照）と社名（英語）のロゴ（左）。なお、鶴丸（鶴の丸）とはもともと家紋の一種で、右のようなものである。 |  | 鶴丸（新バージョン、下記参照）と社名（英語）のロゴ（左）。なお、鶴丸（鶴の丸）とはもともと家紋の一種で、右のようなものである。 |
| 鶴丸（新バージョン、下記参照）と社名（英語）のロゴ（左）。なお、鶴丸（鶴の丸）とはもともと家紋の一種で、右のようなものである。 |  | |

鶴丸とは、日本航空(JAL)所属の旅客機などに描かれている、宮桐四郎原案、ヒサシ・タニ図による日の丸と鶴（タンチョウ）をモチーフにロゴのJALをあしらって作成された、日本航空のシンボルマーク。日本航空の商標として1959年登録。旧社章。
社章が鶴丸になった経緯は、当時の社長がフランス人のデザイナーに依頼した際に、「日本にはこんなに優れたモチーフがありながら、何故外国人の私に依頼するのですか」と日本の「紋帳」を示したことによる。社長は自家の家紋を思い出し、鶴丸に決定した。
飛行機に描かれた初代鶴丸は、制定された翌年の1959年7月に日本航空のジェット旅客機時代の幕開けに3機のDC-8-32型機、1機のDC-8-33型機（JA8001「富士」JA8002「日光」JA8003「箱根」JA8005「宮島」）で塗装採用された。当初は尾翼ではなく、機体前方の操縦席ガラスと前部ドアの中間に客席の窓の帯塗装とほぼ同じ直径で描かれた（尾翼は小さな日章旗と紺のストライプ）。このマークは機体の塗装のみならず、制服のバッジや各種製作物、広告などにも使用され、世界各国で親しまれた。また、あまりにも象徴的であったため、日本航空自体を指す意味で使われることも多かった。
その後、1970年にボーイング747の導入に合わせて導入された第2代目塗装においては、「鶴丸」マークは垂直尾翼に大きく描かれるなど、さらにその扱いは大きいものとなって使用された。

1989年から2002年迄のJALロゴ

完全民営化後の1989年に行われた3代目塗装においては、ランドーアソシエイツ社によるデザインの開発中に「鶴丸」マークの廃止も検討されたが、結果として存続されることになった。その際にサイズがそれまでの90パーセントに縮小され、「JAL」ロゴの位置や字体が若干変更された。
「鶴丸」マークは、その後2度に渡る塗装の変更を受けても継続して使用されたものの、日本航空と日本エアシステムの経営統合を受けて2003年に廃止が決定された。
その後、旧・日本航空所属機は重整備の際に順次新塗装「太陽のアーク」に塗り替えられ、国際線は2008年5月30日のJL608便（厦門 - 成田）のボーイング767-300型機、国内線は翌日5月31日のJL138便（伊丹 - 羽田）をもって、約半世紀にわたる「鶴丸」マークは一旦消滅した。

### 「The Arc of the Sun」（太陽のアーク）

旧JALロゴ

2002年より、JALグループのブランドアイデンティティのデザインコンセプト(ロゴマーク)および機体デザインを発表。

### 「鶴丸」（2011年以降）

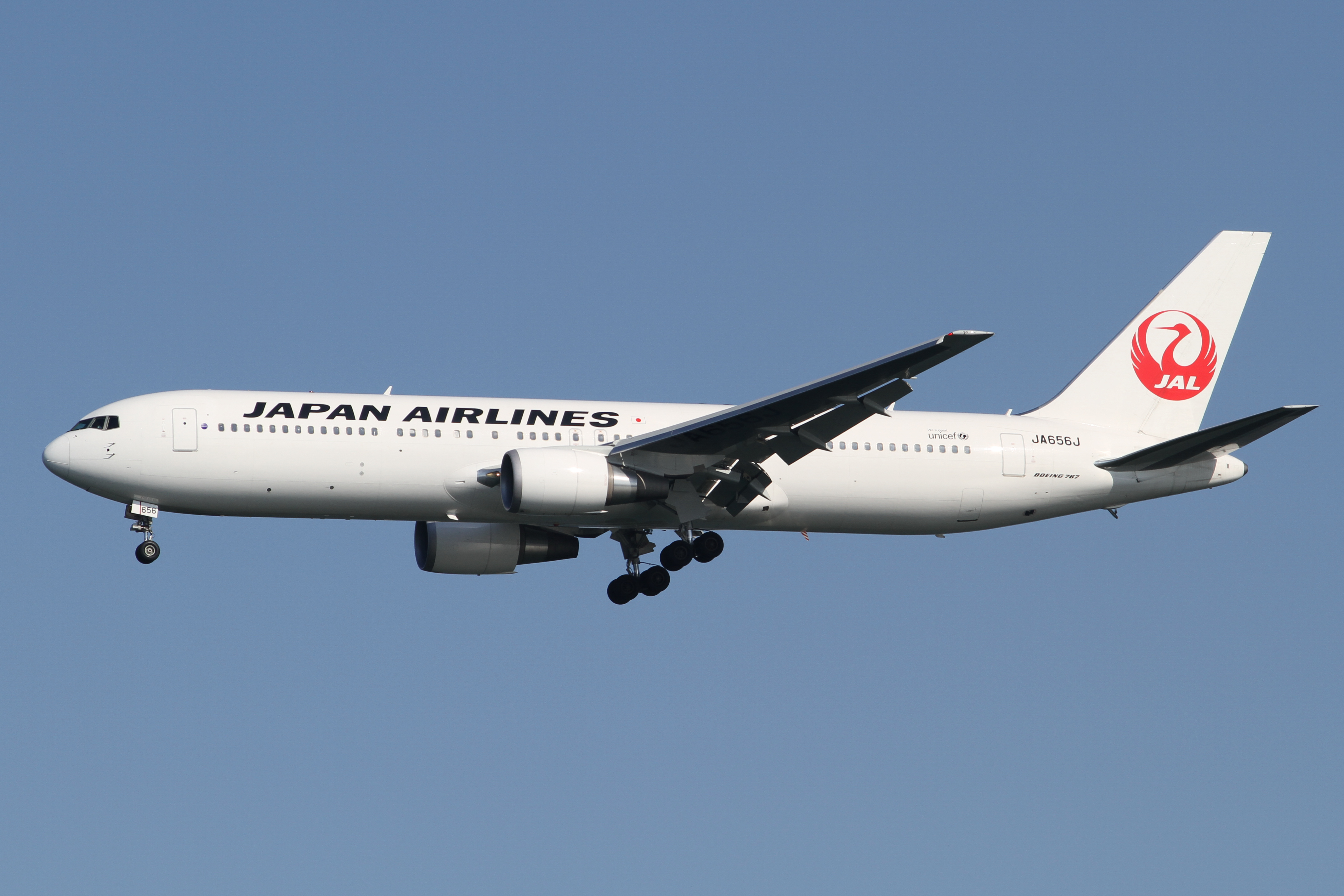
3代目鶴丸塗装機（6代目塗装）

2011年1月19日に再度「鶴丸」マークを採用すると発表した。同年4月より、原点からの再出発のアピールとして、機体の塗装を順次塗り替えていった。
新たなマークは、従来の赤いタンチョウがモチーフであることは同様であるが、スピード感を持たせるため翼の切れ込みが深くなり、JALの字体が初代鶴丸に似た太い斜体となった。また、胴体部分は白地に、太字の斜体で『JAPAN AIRLINES 』のロゴを入れたシンプルなカラーリングになった。
実機としては、同社のボーイング767-300ER型機（機体番号：JA654J）に初めて施された。同年2月28日、羽田 - 釧路間のチャーター便に投入された。釧路市は、「鶴丸」のモチーフでもある丹頂鶴の故郷であることに掛けている。テレビCM・ポスター・JALカード・JALマイレージバンクでも、鶴丸マークが見る機会が増えていており、公の場では1989年以来となる。

## 歴代塗装
大きく別けると、
- 初代：マーチン2-0-2に施された暫定塗装。
- 2代目：1952年の自社運航のダグラスDC-4B型機の導入時に採用された、初の正式塗装。1970年代前半頃まで見られたものであった。赤2本と青のラインを窓の部分に配し、垂直尾翼には青のラインを5本入れ、社名表記はDC-4が漢字の「日本航空」のみ、ボーイング727と日本国内航空からリースのYS-11が漢字と英文を併記した「日本航空 JAPAN AIR LINES」、国内線に転用されたDC-6は「JAPAN AIR LINES 日本航空」、それ以外は英文のみの「JAPAN AIR LINES」だった。赤と青のラインを用い、垂直尾翼には青のライン5本の中に日の丸を入れたほか、YS-11を除いて機種名が大きく書かれていた（「DC-8」「BOEING727」など機種名本体のみで他社の「BOEING747-400」の「-400」のような派生型の表示はない。後の塗装にも派生型の表示はない。例外はボーイング737-800で、歴代日本航空の機材で唯一派生型の表示がされている）。国際線機材であったDC-6には「WINGS OF THE NEW JAPAN」のコピーも書かれていた。鶴丸制定後は機体前部（操縦席近く）に鶴丸マークが入るようになった。南西航空の初代マーキングもこれに準じており、1970年代末まで見ることができた。こちらの社名表記は「南西航空 SOUTHWEST AIR LINES」だった。また、いわゆる「よど号ハイジャック事件」のよど号（BOEING727）は、この2代目塗装であった。
- 3代目：1970年のボーイング747型機の導入時に採用された塗装。1990年代前半頃まで見られたものであった。先代よりも明るめの赤と紺のラインを窓の部分に配し（窓の部分にラインを引く、という塗装の仕方はパンアメリカン航空をはじめ、世界各国の大半の航空会社が採用していた）、垂直尾翼には大きな赤い「鶴丸」マークが入れられた。機種名表示は、窓の部分から続くラインの中に白抜きで表示されていた。ボーイング機は機体最後部ドアの後ろのラインの紺色部分（ボーイング727はエンジンカウル）に、DC-10は各ドアの後ろのラインの赤色部分に表示されていた。なお超音速旅客機の導入を睨んで、この塗装によるコンコルドの模型も作られたが、実現しなかった。ボーイング727のみは社名表記が漢字の「日本航空」のみだった（末期は他機種と同様「JAPAN AIR LINES」に変わった）。本塗装の末期には貨物機の社名表記が消え、「JAL CARGO」のみとなった（後の塗装にも入っていない）。2代目まで存在していた機材ごとの愛称は廃止された。なお、南西航空はこのマーキングを採用しなかった。
- 4代目：1987年の完全民営化を機にしたイメージの刷新や、1989年のボーイング747-400型機の導入に合わせて採用された2代目「鶴丸」塗装。ホワイトボディに、ランドーアソシエイツによるロゴを大きく配したもの（これも1980年代以降に世界的に採用されるようになった塗装の仕方である）。社名表記は「Japan Airlines」に変わった。「国際性」「洗練性」「現代日本」のイメージでデザイン化され[54]、ロゴは黒い文字で「誠実さ」「堅実さ」、赤い正方形は従来のコーポレートカラーを強調する形で「燃える情熱」「若々しさとエネルギー」、グレーのラインは「躍動感」「スピード感」「未来に向かっての挑戦」を象徴しており、検討段階では123便墜落事故の悪印象を払拭すべく鶴丸のマークを廃止する案も挙げられたものの利用客からの支持や「鶴丸を無くしたからといって事故は無くならない、安全に徹するべき」といった社長の意見もあり継続される形となった[55]。機種名表示は、機体最後部ドアの後ろに薄いグレーで表示され非常に見えにくいものであった（DC-10ならびにMD-11もボーイング機と同じく機体最後部ドアの後ろに表示されたが、非常に小さなサイズでさらに見えにくいものであった）。

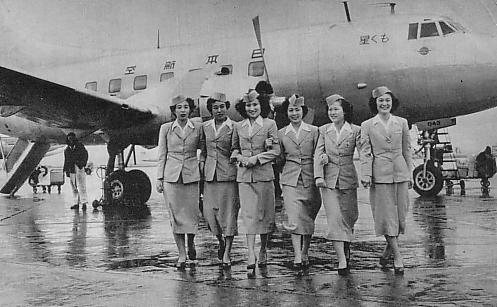
暫定塗装のマーチン2-0-2型機
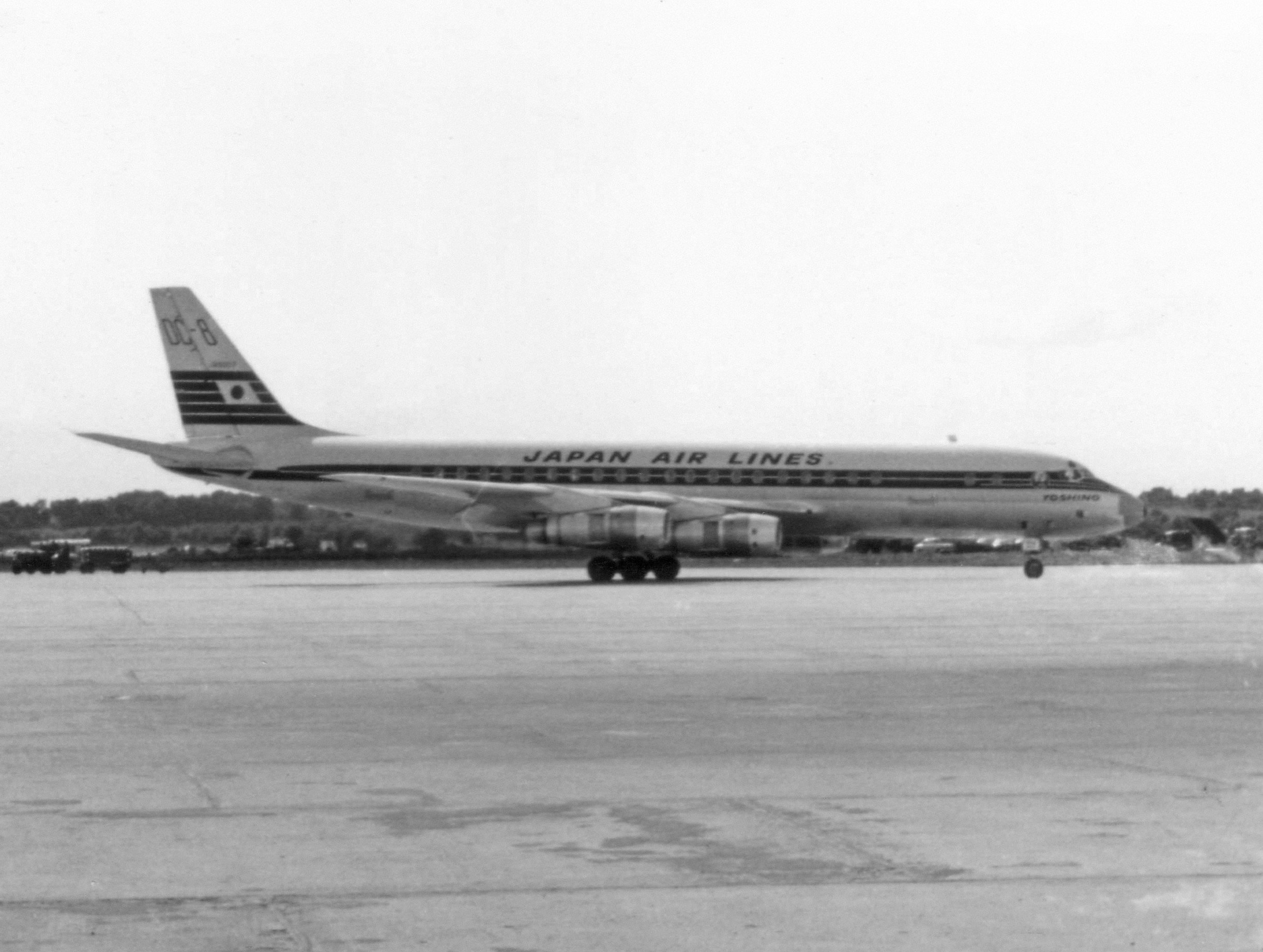
初の正式塗装（DC-8型機）
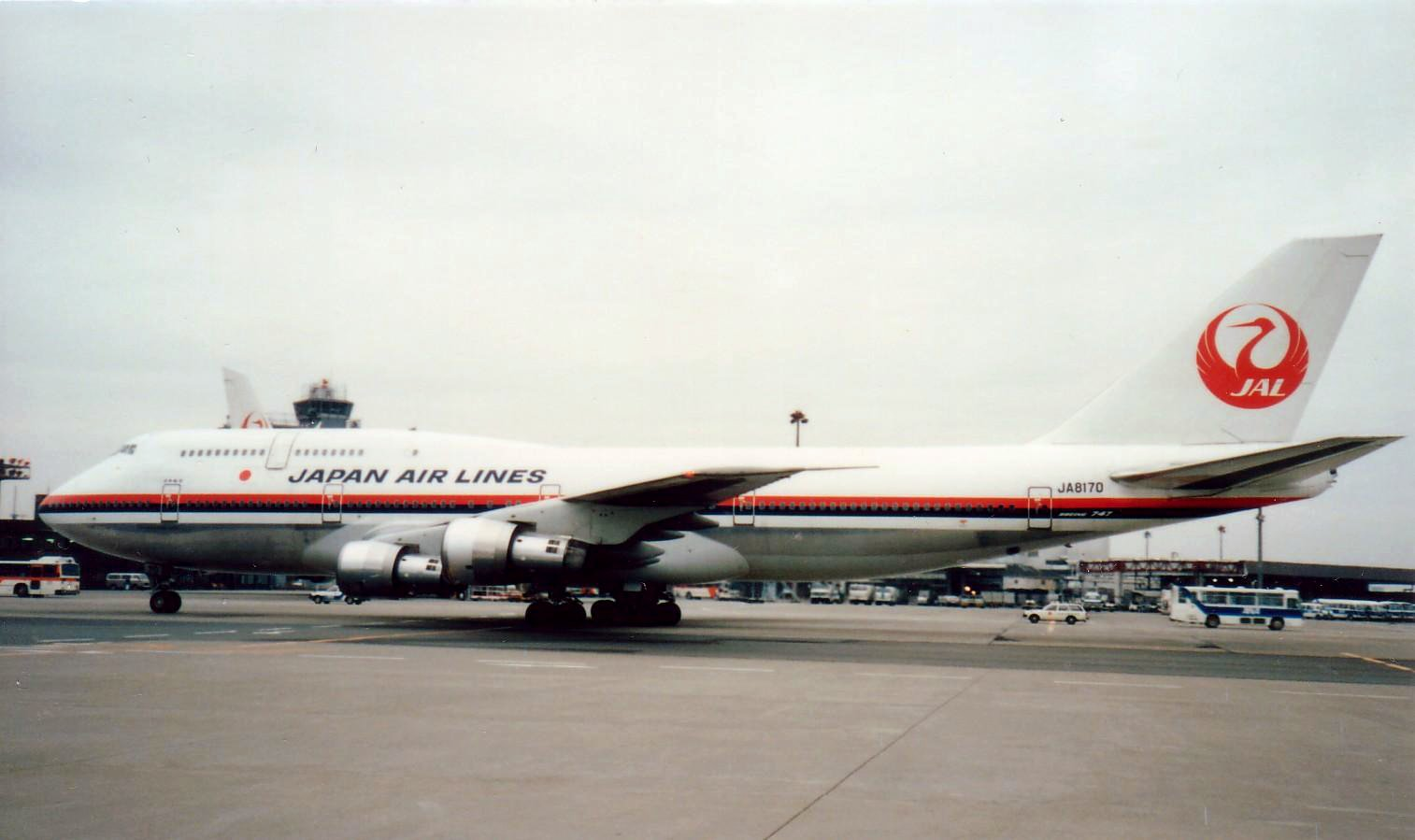
初代鶴丸塗装のボーイング747型機
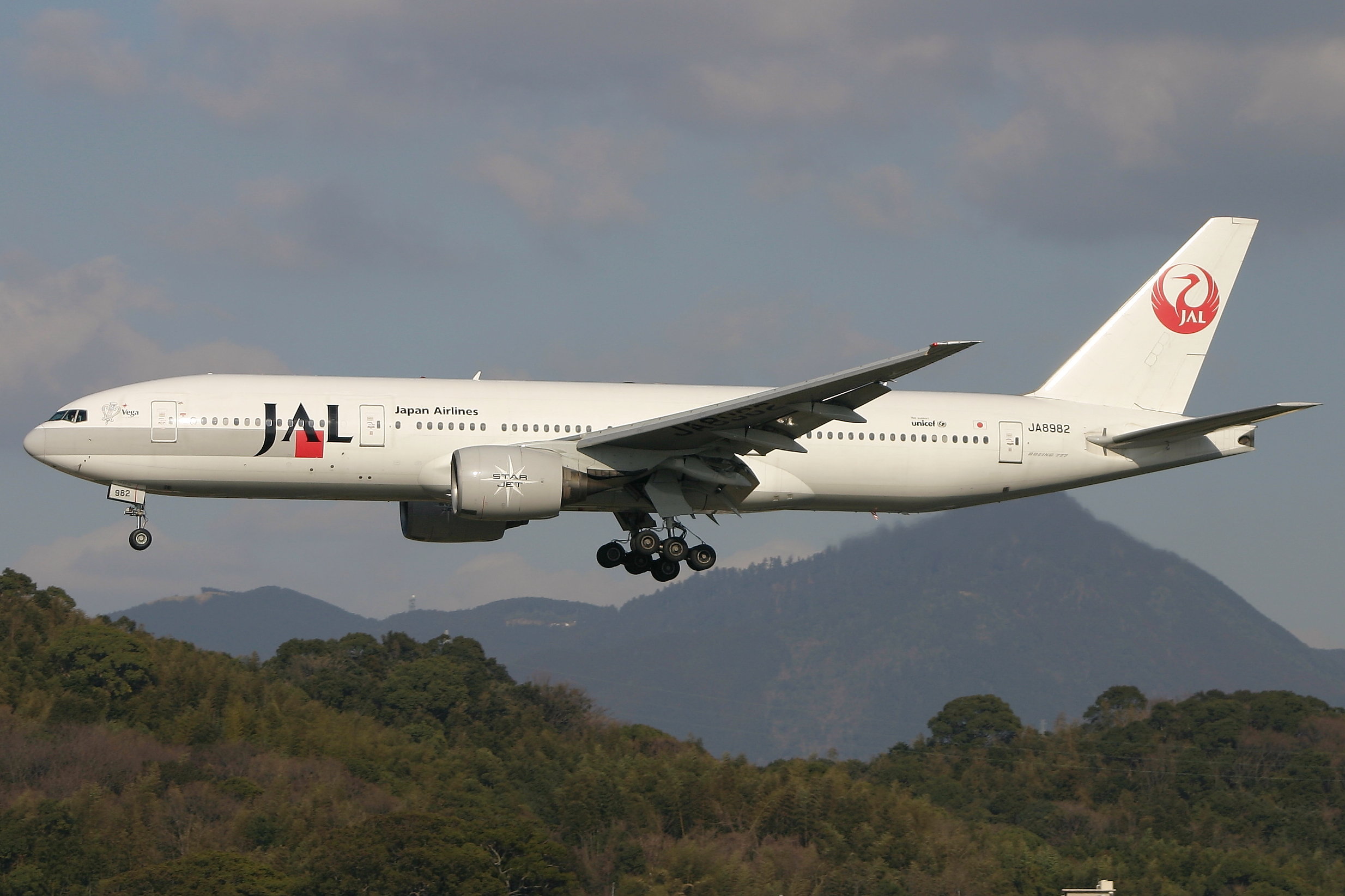
2代目「鶴丸」塗装のボーイング777-200型機
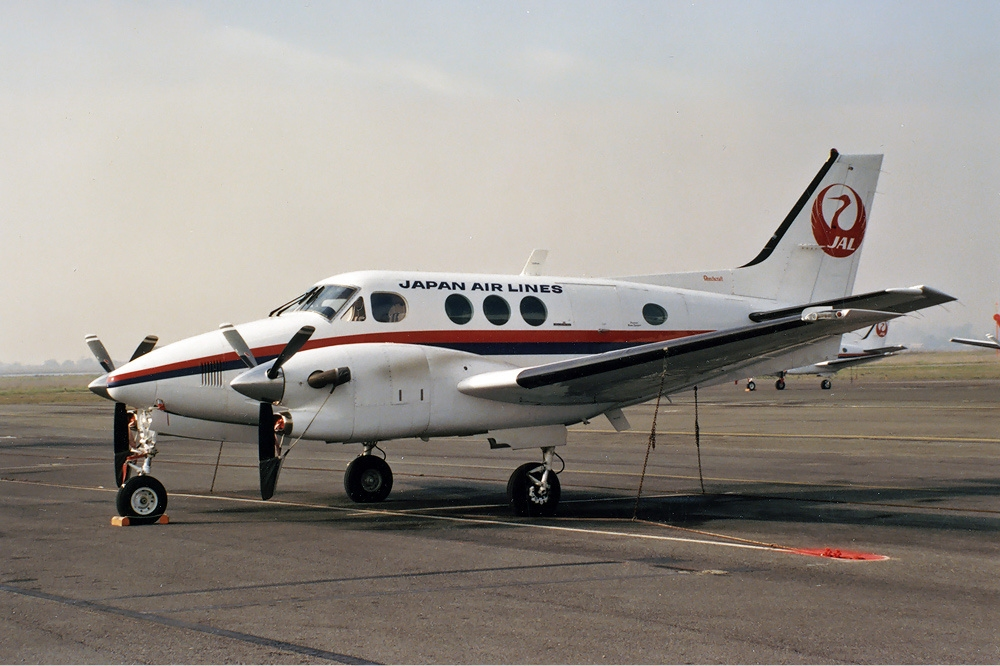
初代鶴丸塗装のビーチクラフト キングエア（練習機）

それぞれの塗装は導入以降ロゴや書体の変更、ポリッシュド・スキンの導入などの微調整が行われている他、アロハエクスプレスやリゾッチャなどの特別塗装が存在していた。
自社所有の練習機も運航機材と同じ塗装が採用されている。